# 日野聡
日野 聡（ひの さとし、1978年8月4日 - ）は、日本の男性声優。アメリカ合衆国サンフランシスコ出身。アクセルワン所属。

## 来歴

### 生い立ち
アメリカ生まれの東京都育ち。アメリカ生まれだが親は外国人ではなく、両親が向こうで出会って生まれたため、そうなったという。
5歳までサンフランシスコで暮らしていた。当時は英語を喋っており、家の中では日本語と英語を両方使っており、親の発音を注意したこともあった。当時のアメリカの友人とは日野が来日してから中学・高校時代くらいまでは、その友人が来日していた時は会っていたという。
向こうで生まれた日本人の子供も通っていた幼稚園に行っており、その後、日本の幼稚園に転入したため、「早く新しい環境に慣れなきゃいけないなぁ」と頑張っていた。当時の帰国子女は珍しく、周囲の子供の扱いも「外国から来た人だ！」という感覚だった。その時に「英語喋って！」と言われるのがイヤで、英語が嫌いになっていった節があった。このことを「英語をそのまま続けていれば良かったなぁ」と思ったという。

### キャリア
昔から小劇場の舞台を観に行っており、舞台が好きになって芝居に興味も持つ。当初は友人が所属していた有志の劇団など、その知り合いが出演していた舞台だったが、そのうち商業演劇にも出かけるようになったという。
「自分も舞台に立ちたい」と劇団を探してグループこまどりに所属し、芝居の勉強をする。18歳くらいで仕事を始めたが、両親はそれで飯を食べていくとなると大変な職業なため猛反対しており、数年間はレッスンばかりだったから途中で辞めると思っていたようだったという。「仕事として役者をやっていきたい」と言い出したものだったことから、親戚からの反対もあったが、続けられるようになったという。

### 声優として
当初は舞台俳優を目指していたが、パルコ店内ナレーション、劇団の先輩であった浪川大輔が出演していた『ER緊急救命室』の吹き替えに参加したことがきっかけになり、本格的に声優として活動するようになった。
活動初期においては主に吹き替えで活動し、2001年からNHK教育で放送された海外ドラマ『ワンだー・エディ』では初主演（エディ役）を果たす。
最初に出演したアニメ作品は20 - 21歳くらいの時の学校で観る教育教材のいじめっこA役だった。
アニメの声優に憧れ、声優の道に入ったわけではなったが、小さい頃は『ドラゴンボール』、『キン肉マン』などのアニメは観ており、アニメの声も演じたかったという。吹き替え分野で活動していたころは「アニメの現場とは縁がないと思っていた」とのことだが、吹き替えのディレクターが参加していた作品である『一騎当千』のオーディションに呼ばれ、同作品にてアニメデビューでアニメ初レギュラーを獲得した。『一騎当千』の後は、しばらくは外画に戻っていたが、2005年にテレビアニメ『灼眼のシャナ』のオーディションに受かって以降はアニメの出演が増えていった。
当時、ライトノベルの大ヒット作のアニメ化だった『灼眼のシャナ』については、アニメではまだ名の知れてなかった日野自身が出演させてくれたことは、「本当に良かった」と語る。
『ゼロの使い魔』の『ゼロの使い魔 on the radio 〜トリステイン魔法学院へようこそ〜』で初めてラジオ番組のパーソナリティを担当。当初は、何を喋っていいか分からなかったが、コーナーがしっかり作られていたため、なんとかなった。元々、役があり人前に出るのは問題ないが、日野聡個人として表に出るのは得意ではなかった。ラジオは個人の部分がメインであるため初めはそこがけっこう苦手であった。『ゼロの使い魔』のラジオは3年くらい続いてくれたため、途中からは慣れたという。

### 現在まで
2011年6月までぷろだくしょんバオバブに所属していた。同年7月よりアクセルワン所属。
2015年1月に当人のブログにて、中島沙樹と2014年に結婚したことを発表した。

## 人物・エピソード
資格は剣道初段、英検3級、普通自動車免許を取得している。学校時代の部活では剣道少年だったという。
中島との間には子供が二人いる。
高級スーパーでのアルバイトの経験がある。

### 特色
声優としては、アニメ、外画吹き替え、ゲーム、ラジオなどで活動。役柄としては、ヘタレ、熱血、二面性・裏表のある役、少し狂気じみた役まで役の幅が広い。
転機になった作品は2001年の『ロズウェル - 星の恋人たち』、『ワンだー・エディ』を挙げており、そこから一気に吹き替えの仕事が増えていったという。
アニメでの転機になった作品は『灼眼のシャナ』と『ゼロの使い魔』で、次にターニングポイントとなったのは、『NARUTO -ナルト- 疾風伝』のサイ役であるという。こまどり時代にも『NARUTO』の他の役のオーディションを受けてはいたが、その後サイ役で出演することになるとは思っていなかったという。その後『銀魂』の神威役にも出演し、日野にとっては『週刊少年ジャンプ』の連載漫画原作のアニメに出演したというのは、大きな転機になった。
ゲームは特にぶっ飛んだキャラクターが多く、『金色のコルダ2』の衛藤桐也役、『Bloody Call』の司狼役、『AMNESIA』のトーマ役など乙女ゲームのキャラクターも印象的な人物役が多い。しかし「個性的な人物だから」といって「このキャラはこう演じてやろう！」と準備することはないという。
自身が関わる作品は、原作を読み込んでから演じるタイプ。独特の用語が多い『灼眼のシャナ』では、声優座談会やオーディオコメンタリーにおいて、他のキャストに対して解説を行いながら話を展開していた。
吹き替えの場合、呼吸感はすごく気にしている。そうしないと口の動きが合わなくなるのため、そういう細かい動きは、吹き替えのほうがよく見なければならないという。
台本は基本読み込むタイプだが、若い頃は、読み込んで固めすぎてた部分があった。現場で「こう演じてくれ」という指示に対応できなくなってしまい、2012年時点でも台本はちゃんと読み込み、ある程度は自分の中のイメージを固めているが、何を言われても対応できるように、役柄に余白を残すようにしている。あくまでも、「僕はこいつをこう思った」というイメージで現場ではテストで一度出して「ディレクターの演出に対応していくように」と語っている。
昔の作品を観ていたところ、「もうちょっと、こう演じれば良かったのになぁ」という反省はあり、テレビで再放送を観たりすると、反省点は出てくるという。
現場ではあまり喋らず、第一印象は「怖い」と言われるという。

### 交友関係
学生時代の同級生に、『幽幻道士』のテンテン役のシャドウ・リュウ、また後輩に坂本真綾（劇団では先輩）がいる。プロレスラーの藤波辰爾とは小さいころからの知り合いで、日野自身もプロレス好きである。
グループこまどりでは浪川大輔、笠原弘子、坂本真綾らと共に活動していた。現場の師匠的立場だった浪川からは色々な教えを受け、尊敬している先輩の1人に名前を挙げている。
小野大輔、近藤孝行、菅沼久義、立花慎之介、福山潤、間島淳司らと同い年で、「DABA」（※Dの文字は反転している）というユニットを組んでいる。DABA内での名は「親方」。また、立花と二人でELEKITER ROUND 0というユニットも組んでおり、2ndミニアルバム「MARIA」のPVには「DABA」の他のメンバーも揃って出演している。
『灼眼のシャナ』・『ゼロの使い魔』・『ハヤテのごとく!』・『銀魂』・『隠の王』・『Xブレード』・『ロード オブ ヴァーミリオン 紅蓮の王』・『Lv2からチートだった元勇者候補のまったり異世界ライフ』など釘宮理恵との共演が多く、このうち前者2作品には、日野が主人公の少年、釘宮がツンデレ少女（ヒロイン）を演じているという共通点がある。釘宮のことは「理恵ちゃん」と長らく呼んでいる。

## 出演
太字はメインキャラクター。

### テレビアニメ
2003年
- 一騎当千（2003年 - 2010年、周瑜公瑾） - 4シリーズ

2004年
- 吟遊黙示録マイネリーベ（アンリ）

2005年
- 灼眼のシャナ（2005年 - 2012年、坂井悠二） - 3シリーズ
- D.C.S.S. 〜ダ・カーポ セカンドシーズン〜（古多）
- トリニティ・ブラッド（アベル・ナイトロード〈子供時代〉）
- プレイボール（2005年 - 2006年、倉橋豊） - 2シリーズ
- 遊☆戯☆王デュエルモンスターズGX（神楽坂）

2006年
- あさっての方向。（五百川尋）
- ゼロの使い魔（2006年 - 2012年、平賀才人） - 4シリーズ
- NARUTO -ナルト- （アキオ）
- 焼きたて!!ジャぱん（堤政伸）

2007年
- おおきく振りかぶって（2007年 - 2010年、島崎慎吾） - 2シリーズ
- キスダム -ENGAGE planet-（田中）
- キミキス pure rouge（2007年 - 2008年、真田光一）
- 地獄少女 二籠（飯合誠一）
- ななついろ★ドロップス（桜庭圭介）
- NARUTO -ナルト- 疾風伝（2007年 - 2017年、サイ〈根の者〉、シバ、忍、初代水影・白蓮） - 1シリーズ + 特別編1本
- ハヤテのごとく!（2007年 - 2013年、薫京ノ介、南野宗谷、誘拐犯、鷺ノ宮家黒服、先生 他） - 4シリーズ
- もやしもん（2007年 - 2012年、菊二の孫 / 日吉友春） - 2シリーズ
- ヤマトナデシコ七変化♥（暴走族1）

2008年
- あたしンち（新沼）
- 家庭教師ヒットマンREBORN!（アラキデ）
- 狂乱家族日記（桂林道）
- 黒執事（2008年 - 2009年、アッシュ・ランダース、主人）
- ストライクウィッチーズ（2008年 - 2020年、土方圭助） - 3シリーズ
- 隠の王（相澤虹一）
- のだめカンタービレ シリーズ（2008年 - 2010年、ユンロン〈李雲龍〉） - 2シリーズ
- モノクローム・ファクター（藤咲ジュン）

2009年
- キディ・ガーランド（2009年 - 2010年、ガクトエル）
- 金色のコルダ〜secondo passo〜（衛藤桐也）
- 銀魂（2009年 - 2018年、神威） - 4シリーズ
- グイン・サーガ（リーガン）
- 黒神 The Animation（蔵木大地）
- 大正野球娘。（紀谷三郎）
- タユタマ -Kiss on my Deity-（泉戸裕理）
- 初恋限定。（別所良彦）
- ミラクル☆トレイン〜大江戸線へようこそ〜（飯田橋麗夢）
- メタルファイト ベイブレード（2009年 - 2012年、盾神キョウヤ） - 3シリーズ

2010年
- 裏切りは僕の名前を知っている（降織千紫郎）
- おとめ妖怪 ざくろ（芳野葛利劔）
- 学園黙示録 HIGHSCHOOL OF THE DEAD（角田）
- ダンス イン ザ ヴァンパイアバンド（シャルル）
- 伝説の勇者の伝説（ルーク・スタッカート）
- バクマン。（2010年 - 2013年、高木秋人） - 3シリーズ
- はなまる幼稚園（土田先生）
- 名探偵コナン（2010年 - 2023年、柏達馬、摂津健哉、深町虎彦、会澤涼一）

2011年
- 俺たちに翼はない（鳳翔）
- 神様のメモ帳（墓見坂史郎）
- SKET DANCE（エニグマン〈大門明智〉）
- ダンタリアンの書架（レニー・レンツ）
- とある魔術の禁書目録 シリーズ（2011年 - 2019年、浜面仕上） - 2シリーズ
- まよチキ!（坂町近次郎）
- レベルE（モハン＝キ＝エト・ドグラ）
- WORKING!! シリーズ（2011年 - 2015年、山田桐生） - 2シリーズ

2012年
- アクセル・ワールド（ラスト・ジグソー）
- イクシオン サーガ DT（次兄）
- エリアの騎士（天童次英）
- さくら荘のペットな彼女（2012年 - 2013年、館林総一郎）
- NARUTO -ナルト- SD ロック・リーの青春フルパワー忍伝（2012年 - 2013年、サイ）
- はぐれ勇者の鬼畜美学（上崎遼平、コクーン）
- 貧乏神が!（艶光路紫苑）
- ファイ・ブレイン 神のパズル（ウー）
- 遊☆戯☆王ZEXAL II（2012年 - 2014年、真月零 / ベクター）
- ゆるめいつ 3でぃ（松吉、宅配屋、廃品回収業者） - 2シリーズ

2013年
- アイカツ!（キング）
- AMNESIA（トーマ）
- 大人女子のアニメタイム 「どこかではないここ 山本文緒」
- キューティクル探偵因幡（浜田庵）
- 八犬伝―東方八犬異聞―（犬川荘介、蒼） - 2シリーズ
- マギ The kingdom of magic（2013年 - 2014年、練紅明）
- 弱虫ペダル（2013年 - 2023年、新開隼人） - 5シリーズ
- ログ・ホライズン（2013年 - 2021年、アイザック） - 3シリーズ

2014年
- アカメが斬る!（イバラ）
- 甘城ブリリアントパーク（ドルネル）
- いなり、こんこん、恋いろは。（シシ）
- 金色のコルダ Blue♪Sky（冥加玲士、衛藤桐也）
- 繰繰れ! コックリさん（紅葉の恋人）
- 月刊少女野崎くん（友田）
- DRAMAtical Murder（ノイズ、ウサギ頭）
- ハイキュー!!（2014年 - 2020年、澤村大地） - 5シリーズ / 2015年に総集編『終わりと始まり』『勝者と敗者』・2017年に総集編『才能とセンス』『コンセプトの戦い』劇場上映
- フューチャーカード バディファイト（2014年 - 2018年、臥炎キョウヤ / 黒き太陽の魔竜神 ガエン） - 4シリーズ
- フランチェスカ（源義経）
- モモキュンソード（安倍晴明）
- RAIL WARS!（岩泉翔）

2015年
- アブソリュート・デュオ（颶煉の栽者〈テンペスト・ジャッジス〉）
- いとしのムーコ（こまつ）
- オーバーロード（2015年 - 2022年、モモンガ / アインズ・ウール・ゴウン） - 4シリーズ
- 女の子って。（先生）
- Go!プリンセスプリキュア（2015年 - 2016年、シャット）
- 戦国無双（大谷吉継）
- プラスティック・メモリーズ（コンスタンス）
- ブレイブビーツ（2015年 - 2016年、エアビート）
- やはり俺の青春ラブコメはまちがっている。（2015年 - 2020年、玉縄） - 2シリーズ
- 夜ノヤッターマン（リュウ）
- ワンパンマン（2015年 - 2019年、超合金クロビカリ） - 2シリーズ

2016年
- RS計画 -Rebirth Storage-（六車譲治）
- アルスラーン戦記 風塵乱舞（メルレイン）
- 機動戦士ガンダムUC RE:0096（トム）
- 斉木楠雄のΨ難（2016年 - 2018年、灰呂杵志） - 2シリーズ + 完結編
- ジョーカー・ゲーム（有崎晃〈学生時代〉）
- ニンジャスレイヤー フロムアニメイシヨン スペシャル・エディション版（ショーゴー / スーサイド）
- ユーリ!!! on ICE（エミル・ネコラ）

2017年
- テイルズ オブ ゼスティリア ザ クロス（ミケル）
- ACCA13区監察課（ウォーブラー）
- チェインクロニクル 〜ヘクセイタスの閃〜（ラファーガ）
- サザエさん（森本）
- あはれ!名作くん（2017年 - 2021年、オオカミ美少年、オオカミ）
- BORUTO-ボルト- NARUTO NEXT GENERATIONS（2017年 - 、山中サイ）
- アトム ザ・ビギニング（猪突猛）
- ようこそ実力至上主義の教室へ（2017年 - 2024年、葛城康平） - 3シリーズ
- 王様ゲーム The Animation（坂本拓哉）
- 妹さえいればいい。（不破春斗、ゲームマスター 他）
- 大正メビウスライン ちっちゃいさん（館林開）
- 魔法使いの嫁（2017年 - 2023年、ミハイル・レンフレッド） - 2シリーズ
- わしも WASIMO（ペカペカソ）
- ブラッククローバー（2017年 - 2021年、ゴーシュ・アドレイ、エン・リンガード、しゃべるキノコ君）

2018年
- グランクレスト戦記（ラシック・ダビッド）
- 学園ベビーシッターズ（狸塚恒介）
- デビルズライン（柳劉生）
- 覇穹 封神演義（土行孫）
- ハイスクールD×D HERO（リュディガー・ローゼンクロイツ）
- Back Street Girls -ゴクドルズ-（立花リョウ）
- 夢王国と眠れる100人の王子様（ゲイリー）
- ロード オブ ヴァーミリオン 紅蓮の王（道明寺虎鉄）
- Free!-Dive to the Future-（芹沢尚）
- かくりよの宿飯（雷獣）
- はたらく細胞（好中球先生）
- 狐狸之声（ジーホティエン）
- 抱かれたい男1位に脅されています。（佐々木拓）
- ユリシーズ ジャンヌ・ダルクと錬金の騎士（ヘンリー五世）
- ベルゼブブ嬢のお気に召すまま。（アザゼル）
- グラゼニ（是川）
- 風が強く吹いている（2018年 - 2019年、藤岡一真）

2019年
- 五等分の花嫁（2019年 - 2021年、上杉勇也） - 2シリーズ
- 異世界かるてっと（2019年 - 2020年、アインズ） - 2シリーズ
- ゾイドワイルド（シュガー）
- RobiHachi（用心棒）
- 胡蝶綺 〜若き信長〜（津々木蔵人）
- 炎炎ノ消防隊（2019年 - 2025年、フォイェン・リィ） - 3シリーズ
- 異世界チート魔術師（イニミークス）
- 鬼滅の刃（2019年 - 2023年、煉󠄁獄杏寿郎） - 4シリーズ
- ヴィンランド・サガ（ヴィリヴァルド）
- 本好きの下剋上 司書になるためには手段を選んでいられません（2019年 - 2022年、オットー） - 3シリーズ
- 私、能力は平均値でって言ったよね!（エルバート）
- ハイスコアガールII（マサル）

2020年
- ＜Infinite Dendrogram＞-インフィニット・デンドログラム-（シュウ・スターリング / 椋鳥修一）
- 妖怪学園Y 〜Nとの遭遇〜（2020年 - 2021年、獅子王、獅子黒カズマ、筆留益男、ラント父、後藤進、オズマ）
- プランダラ（道安武虎）
- トミカ絆合体 アースグランナー（2020年 - 2021年、ガオグランナーイーグル）
- シャドウバース（2020年 - 2024年、竜ケ崎エイジ） - 2シリーズ
- 困ったじいさん（じいさん）
- とある科学の超電磁砲T（浜面仕上）
- 憂国のモリアーティ（2020年 - 2021年、セバスチャン・モラン） - 2シリーズ
- キングスレイド 意志を継ぐものたち（2020年 - 2021年、ヨハン）
- A3!（ガイ）

2021年
- たとえばラストダンジョン前の村の少年が序盤の街で暮らすような物語（メルトファン）
- スケートリーディング☆スターズ（寺内正太郎）
- 転生したらスライムだった件（2021年 - 2024年、グルーシス） - 3シリーズ
- 呪術廻戦（2021年 - 2023年、加茂憲紀） - 2シリーズ
- 東京リベンジャーズ（清水将貴〈キヨマサ〉）
- 究極進化したフルダイブRPGが現実よりもクソゲーだったら（テスラ）
- シャドーハウス（2021年 - 2022年、ベンジャミン / ベン） - 2シリーズ
- 聖女の魔力は万能です（レオンハルト）
- セスタス -The Roman Fighter-（ムタンガ）
- 白い砂のアクアトープ（諏訪哲司）
- MUTEKING THE Dancing HERO（セオ）
- 月とライカと吸血姫（ミハイル・ヤシン）
- 終末のハーレム（水原龍）
- 進化の実〜知らないうちに勝ち組人生〜（暗黒貴族ゼアノス）
- takt op.Destiny（レニー）
- ビルディバイド（2021年 - 2022年、ライオネル） - 2シリーズ
- ロード・エルメロイII世の事件簿 -魔眼蒐集列車 Grace note- 特別編（アムレス・ヴォータン）

2022年
- 薔薇王の葬列（ケイツビー）
- 異世界美少女受肉おじさんと（神宮寺司）
- オリエント（武田尚虎） - 2シリーズ
- 失格紋の最強賢者（エイリアス）
- ジョジョの奇妙な冒険 ストーンオーシャン（ジョンガリ・A）
- 夜は猫といっしょ（フータくん）
- 虫かぶり姫（ジーク・アイゼナッハ）

2023年
- とんでもスキルで異世界放浪メシ（フェル）
- 便利屋斎藤さん、異世界に行く（魔犬）
- 東京ミュウミュウ にゅ〜♡（桃宮慎太郎）
- 贄姫と獣の王（レオンハート）
- 魔術士オーフェンはぐれ旅 聖域編（プルートー）
- るろうに剣心 -明治剣客浪漫譚- (2023)（2023年 - 2025年、斎藤一） - 2シリーズ
- 七つの魔剣が支配する（アルヴィン＝ゴッドフレイ）
- ふしぎ駄菓子屋 銭天堂（ぱこ、捨てられたおもちゃ）
- BLEACH 千年血戦篇（2023年 - 2024年、リジェ・バロ） - 2シリーズ
- はめつのおうこく（ヤマト）
- SPY×FAMILY（ヴィンセント）
- とあるおっさんのVRMMO活動記（スケルトンナイト）

2024年
- ONE PIECE（グルス）
- 明治撃剣-1874-（Gennosuke Kanomata）
- 外科医エリーゼ（ロン）
- スナックバス江（暗黒騎士）
- Lv2からチートだった元勇者候補のまったり異世界ライフ（フリオ）
- 烏は主を選ばない（長束）
- 魔王学院の不適合者 II 〜史上最強の魔王の始祖、転生して子孫たちの学校へ通う〜（ゴルロアナ・デロ・ジオルダル）
- ばいばい、アース（2024年 - 2025年、シャンディ＝ガフ） - 2シリーズ
- ブルーロック VS. U-20 JAPAN（オリヴァ・愛空）
- 魔王2099（ベルトール＝ベルベット・ベールシュバルト）
- ハイガクラ（孫登）
- さようなら竜生、こんにちは人生（ゲオルグ）

2025年
- チ。-地球の運動について-（シュミット）
- Aランクパーティを離脱した俺は、元教え子たちと迷宮深部を目指す。（サーガ）
- 魔法使いの約束（ブラッドリー）
- 謎解きはディナーのあとで（手代木和也）
- プリンセッション・オーケストラ（空野誠志郎）
- LAZARUS ラザロ（ビリー）
- ガチアクタ（グリス）
- SAKAMOTO DAYS（京）
- 3年Z組銀八先生（神威）
- 矢野くんの普通の日々（矢野父）

### 劇場アニメ
2004年
- NITABOH 仁太坊-津軽三味線始祖外聞（仁太郎）

2007年
- 劇場版 灼眼のシャナ（坂井悠二）

2008年
- 劇場版 NARUTO -ナルト- 疾風伝 絆（サイ）

2009年
- 劇場版 NARUTO -ナルト- 疾風伝 火の意志を継ぐ者（サイ）

2010年
- CAT SHIT ONE -THE ANIMATED SERIES-（ボタスキー）
- 劇場版 銀魂 新訳紅桜篇（神威）
- 劇場版 NARUTO -ナルト- 疾風伝 ザ・ロストタワー（サイ）
- 劇場版メタルファイト ベイブレードVS太陽 灼熱の侵略者ソルブレイズ（盾神キョウヤ）

2011年
- 劇場版 ハヤテのごとく! HEAVEN IS A PLACE ON EARTH（薫京ノ介）

2012年
- ROAD TO NINJA -NARUTO THE MOVIE-（サイ）

2014年
- THE LAST -NARUTO THE MOVIE-（サイ）

2015年
- 映画 ハイ☆スピード！-Free! Starting Days-（芹沢尚）
- 劇場版 弱虫ペダル（新開隼人）
- BORUTO -NARUTO THE MOVIE-（山中サイ）

2016年
- CYBORG009 CALL OF JUSTICE（004 / アルベルト・ハインリヒ）
- 遊☆戯☆王 THE DARK SIDE OF DIMENSIONS（マニ）

2017年
- 劇場版総集編 オーバーロード（アインズ・ウール・ゴウン） - 前後編
- 劇場版 魔法科高校の劣等生 星を呼ぶ少女（ラルフ・アルゴル）
- 特別版 Free!-Take Your Marks-（芹沢尚）

2019年
- 映画 妖怪学園Y 猫はHEROになれるか（獅子黒カズマ、獅子王）

2020年
- 劇場版 鬼滅の刃 無限列車編（煉󠄁獄杏寿郎）

2021年
- 銀魂 THE FINAL（神威）
- 劇場版 美少女戦士セーラームーンEternal（タイガーズ・アイ） - 前編
- 劇場版 抱かれたい男1位に脅されています。〜スペイン編〜（佐々木拓）
- アイの歌声を聴かせて（サンダー）
- 劇場版 呪術廻戦 0（加茂憲紀）

2022年
- 鹿の王 ユナと約束の旅（シカン）
- 映画 五等分の花嫁（上杉勇也）
- 劇場版 異世界かるてっと 〜あなざーわーるど〜（アインズ）

2023年
- ブラッククローバー 魔法帝の剣（ゴーシュ・アドレイ）
- 劇場版 シルバニアファミリー フレアからのおくりもの（フレイジャー・チョコレート）

2024年
- 劇場版ハイキュー!! ゴミ捨て場の決戦（澤村大地）
- 劇場版 オーバーロード 聖王国編（アインズ・ウール・ゴウン）
- 劇場版 イナズマイレブン 新たなる英雄たちの序章（柳生駿河）

### OVA
2005年
- 鴉 -KARAS-（2005年 - 2007年、礼治）

2006年
- 灼眼のシャナ（2006年 - 2010年、坂井悠二） - SP「恋と温泉の校外学習！」、OVA『灼眼のシャナS』I・II

2008年
- キミキス pure rouge（真田光一） - DVD第9巻特典OVA
- テニスの王子様（2009年 - 2012年、小石川健二郎） - 『OVA ANOTHER STORY 〜過去と未来のメッセージ』、『OVA ANOTHER STORYII〜アノトキノボクラ』、新テニスの王子様 Blu-ray/DVD第3巻特典OVA
- のだめカンタービレ フィナーレ（ユンロン） - DVD第1巻特典OVA
- ゆるめいつ（2009年 - 2011年、松吉） - 『ゆるめいつ』、『ゆるめいつ は?』

2010年
- 機動戦士ガンダムUC（トム）

2011年
- エア・ギア 黒の羽と眠りの森 -Break on the sky-（ブラックバーン） - コミックス第31巻・第32巻各アニメDVD付き限定版
- 怪物王女（スレッジ） - コミックス第14巻アニメDVD付き限定版、コミックス第16巻アニメDVD付き限定版
- スペランカー先生（他校不良）
- 聖闘士星矢 THE LOST CANVAS 冥王神話（パンタソス）
- マジンカイザーSKL（真上遼） - 2010年劇場先行公開

2012年
- 一騎当千 集鍔闘士血風録（周瑜公瑾）
- コードギアス 亡国のアキト（2012年 - 2016年、佐山リョウ）
- サクラ大戦奏組（G.O.バッハ） - コミックス第1巻アニメDVD付き初回限定版
- わんおふ -one off-（春乃父）

2013年
- ナゾトキ姫は名探偵♥（2013年、榊マネージャー）

2014年
- いなり、こんこん、恋いろは。（シシ） - コミックス第8巻BD付き限定版
- ハヤテのごとく!（薫京ノ介） - コミックス第43巻OVA付き特別版

2015年
- 一騎当千 Extravaganza Epoch（周瑜公瑾）
- サイボーグ009VSデビルマン（飛鳥了）
- ハイキュー!!（2015年 - 2016年、澤村大地） - コミックス第15巻・第21巻各アニメDVD付予約限定版

2016年
- ぷれぷれぷれあです（アインズ・ウール・ゴウン） - 小説『オーバーロード11 山小人の工匠』特装版
- 弱虫ペダル SPARE BIKE（新開隼人） - 劇場先行上映

2018年
- デビルズライン（柳劉生） - コミックス12巻OAD付限定版

2019年
- Re:ゼロから始める異世界生活 氷結の絆（チャップ）

2020年
- 本好きの下剋上 司書になるためには手段を選んでいられません 外伝（オットー）

2021年
- Fate/Grand Carnival（ナポレオン）

2022年
- ありふれた職業で世界最強 幻の冒険と奇跡の邂逅（ナイズ・グリューエン） - 小説第13巻特装版

2024年
- コードギアス 奪還のロゼ（佐山リョウ）

### Webアニメ
2010年代
- カレバカ〜吾輩ノ彼ハ馬鹿でR〜（2015年、西条ペル彦）
- ニンジャスレイヤー フロムアニメイシヨン（2015年、ショーゴー / スーサイド）
- B: The Beginning（2018年、レジー）
- むぎゅっと！ブラッククローバー（2019年、ゴーシュ）
- なぜなにデンドログラム（2019年 - 2020年、シュウ）
- 斉木楠雄のΨ難 Ψ始動編（2019年、灰呂杵志）

2020年代
- 中高一貫!!キメツ学園物語 バレンタイン編（2021年、煉獄杏寿郎）
- パワフルプロ野球 パワフル高校編（2021年、才賀侑人）
- 極主夫道（2021年、美久の父）
- 人形学園（2022年、警備員）
- テルマエ・ロマエ ノヴァエ（2022年、レグルス）
- 夜は猫といっしょ（2022年 - 2023年、フータくん、ネットの猫たち） - 2シリーズ
- ぷち！東京ミュウミュウ にゅ〜♡（2023年、桃宮慎太郎）
- リー探偵事務所（2023年、ウン）
- T・Pぼん（2024年、ジャン）
- Fate/Grand Order 藤丸立香はわからない Season2（2024年、ナポレオン）
- 崩壊:スターレイル ショートアニメ（2025年、ファイノン）

### ゲーム
2001年
- シャドウハーツ（ハリー・プランケット）

2006年
- タンクビート（ヴィル・ヴィット・カジュ）
- PROJECT SYLPHEED（カタナ・ファラウェイ）

2007年
- 一騎当千 Shining Dragon（周瑜公瑾）
- ゼロの使い魔〜小悪魔と春風の協奏曲〜（平賀才人）
- ゼロの使い魔〜夢魔が紡ぐ夜風の幻想曲〜（平賀才人）
- ななついろ★ドロップス pure!!（坂井悠二）
- NARUTO -ナルト- 疾風伝 激闘忍者大戦!EX2（サイ）
- NARUTO -ナルト- 疾風伝 ナルティメットアクセル2（サイ）

2008年
- 一騎当千 Eloquent Fist（周瑜公瑾）
- ヴァルキリープロファイル 咎を背負う者（ウィルフレド）
- クロスエッジ（神薙勇刀）
- ゼロの使い魔〜迷子の終止符と幾千の交響曲〜（平賀才人）
- ソラユメ（餘部透）
- NARUTO -ナルト- 疾風伝 激闘忍者大戦!EX3（サイ）
- NARUTO -ナルト- 疾風伝 最強忍者大結集 激突!! ナルトVSサスケ（サイ）
- NARUTO -ナルト- 疾風伝 忍列伝 II（サイ）
- ひぐらしのなく頃に絆 第一巻・祟 / 第二巻・想（藤堂暁）

2009年
- アルコバレーノ!（小松竜之介）
- エクシズ・フォルス（レーヴァント・フォン・シュヴァイツァー）
- Xブレード（ジェイ）
- 風色サーフ（ヨハン・レーヴェンハルト）
- 金色のコルダ2 f（衛藤桐也）
- 金色のコルダ2 f アンコール（衛藤桐也）
- クロスエッジダッシュ（神薙勇刀）
- ソラユメ portable（餘部透）
- 電撃学園RPG Cross of Venus（坂井悠二）
- NARUTO -ナルト- 疾風伝 忍列伝 III（サイ）
- NARUTO -ナルト- 疾風伝 龍刃記（サイ）
- Bloody Call（司狼）
- ブラッド オブ バハムート（イブキ）※プロモーション映像、TVCMのみ担当
- マグナカルタ2（ゼロハ）
- メタルファイト ベイブレード ガチンコスタジアム（盾神キョウヤ）
- メタルファイト ベイブレード 爆誕!サイバーペガシス（盾神キョウヤ）
- リトルアンカー（フェンネル）
- Lucian Bee's（アンジェリカ・アシュワン）

2010年
- あすか! 〜僕ら星灯高校野球団〜（上地湊）
- アルコバレーノ! ポータブル（小松竜之介）
- 維新恋華 龍馬外伝（沖田総司）
- 一騎当千 XROSS IMPACT（周瑜公瑾）
- 裏切りは僕の名前を知っている -黄昏に堕ちた祈り-（降織千紫郎）
- エイカ オンライン（スナイパー）
- 金色のコルダ3（冥加玲士）
- クイズマジックアカデミー7（リック）
- Starry☆Sky 〜After Spring〜（和泉崇嗣）
- TAKUYO Mix Box 〜ファーストアニバーサリー〜（餘部透）
- 天下一★戦国LOVERS DS（真田幸村）
- NARUTO -ナルト- 疾風伝 ナルティメットアクセル3（サイ）
- NARUTO -ナルト- 疾風伝 忍術全開!チャクラッシュ!!（サイ）
- NARUTO -ナルト- 疾風伝 キズナドライブ（サイ）
- NARUTO -ナルト- 疾風伝 ナルティメットストーム2（サイ）
- PANDORA 君の名前を僕は知る（カズト・ブラッドレー）
- 雅恋 〜MIYAKO〜（北狄）
- メタルファイト ベイブレード 爆神スサノオ襲来!（盾神キョウヤ）
- メタルファイト ベイブレード ポータブル 超絶転生! バルカンホルセウス（盾神キョウヤ）
- メタルファイト ベイブレード 頂上決戦!ビッグバン・ブレーダーズ（盾神キョウヤ）
- ラブ彼 〜恋愛偏差値上昇中!〜（秋山リオン）

2011年
- AMNESIA（トーマ）
- 煌け!怪盗ペニーブラック（蒼木香二郎）
- クイズマジックアカデミー8（リック）
- 月華繚乱ROMANCE（兼田侘助）
- NARUTO -ナルト- 疾風伝 忍立体絵巻!最強忍界決戦!!（サイ）
- バクマン。 マンガ家への道（高木秋人）
- ハロウィン+タウン（一ノ宮透）
- 雅恋 〜MIYAKO〜 月詠の夢（北狄）

2012年
- AMNESIA LATER（トーマ）
- unENDing Bloody Call（司狼）
- L.G.S 〜新説 封神演義〜（黄天化）
- 逢魔時〜怪談ロマンス〜（日比谷巳継）
- クイズマジックアカデミー賢者の扉（リック）
- スクール・ウォーズ（塚本久光）
- Starry☆Sky 〜After Spring〜 Portable（和泉崇嗣）
- デジモンワールド リ:デジタイズ（ニコ / ニコライ・ペトロフ / ニコライ・ヤーコヴィッチ・ペトロフ）
- ドラゴンボールヒーローズ（2012年 - 2017年、ナメック星人アバター〈バーサーカータイプ〉） - 5作品
- 十鬼の絆 〜関ヶ原奇譚〜（秦）
- NARUTO -ナルト- SD パワフル疾風伝（サイ）
- NARUTO -ナルト- 疾風伝 ナルティメットストームジェネレーション（サイ）
- バクダン★ハンダン（御手洗流星）
- 華アワセ 蛟編（唐紅）
- ひとふた奇譚（乾和貴）
- 雅恋 〜MIYAKO〜 あわゆきのうたげ（北狄）

2013年
- アサシン クリード IV ブラック フラッグ（ベンジャミン・ホーニゴールド）
- AMNESIA CROWD（トーマ）
- AMNESIA V Edition（トーマ）
- いっしょにごはん。PORTABLE（林流宇）
- 神様と運命革命のパラドクス（神楽坂レンヤ）
- 金色のコルダ3 フルボイス Special（冥加玲士）
- 銀魂のすごろく（神威）
- しらつゆの怪（三谷湊巳、天邪鬼）
- スクール・ウォーズ〜卒業戦線〜（塚本久光）
- STORM LOVER 2nd（朝参孝太郎）
- スーパーロボット大戦UX（真上遼）
- 青春はじめました!（山田太郎）
- 黄昏時〜怪談ロマンス〜（日比谷巳継）
- デジモンワールド リ:デジタイズ デコード（ニコ / ニコライ・ペトロフ / ニコライ・ヤーコヴィッチ・ペトロフ）
- ドウセイカレシシリーズ -Butterfly Gloss-（幸崎智沙）
- ときめきレストラン☆☆☆（不破剣人）
- 十鬼の絆 花結綴り（不知火秦）
- NARUTO -ナルト- 疾風伝 ナルティメットストーム3（サイ）
- 遊☆戯☆王ZEXAL 激突! デュエルカーニバル!（ベクター）
- 嫁コレ（トーマ、犬川荘介、新開隼人）
- LORD of VERMILION III（琥珀）

2014年
- AMNESIA LATER×CROWD V Edition（トーマ）
- AMNESIA World（トーマ）
- 華アワセ　姫空木編（唐紅）
- キラカレ〜キラめくカレと恋する学園〜（海城 湊）
- 金色のコルダ3 AnotherSky feat.天音学園（冥加玲士）
- 金色のコルダ3 AnotherSky feat.至誠館（冥加玲士）
- 金色のコルダ3 AnotherSky feat.神南（冥加玲士）
- クイズマジックアカデミー 天の学舎（リック）
- クロノスタシア（オルフェウス・レクス・アルビオン）
- 戦国無双 Chronicle 3（大谷吉継）
- 戦国無双4（大谷吉継）
- 大正メビウスラインPORTABLE（館林開）
- Double Score 〜Marguerite×Tulip〜（樋口昴）
- 天下統一恋の乱（上杉謙信）
- DRAMAtical Murder re:code（ノイズ）
- NARUTO -ナルト- 疾風伝 ナルティメットストームレボリューション（サイ）
- ハイキュー!! 繋げ!頂の景色!!（澤村大地）
- BAD MEDICINE（東條海里）
- ボーイフレンド（仮）（桑門碧）
- マギ 新たなる世界（練紅明）※ダウンロードコンテンツで登場

2015年
- カレイドイヴ（葉山黎）
- スーパーロボット大戦BX（真上遼）
- 戦国無双4-II（大谷吉継）
- 戦国無双4 Empires（大谷吉継）
- Re:BIRTHDAY SONG〜恋を唄う死神〜（ゼン）
- Un:BIRTHDAY SONG〜愛を唄う死神〜（ゼン）
- DYNAMIC CHORD feat.KYOHSO（クロウ）
- テイルズ オブ ゼスティリア（ミケル）
- ひぐらしのなく頃に粋（藤堂暁）
- フューチャーカード バディファイト 友情の爆熱ファイト!（臥炎キョウヤ）
- 夢王国と眠れる100人の王子様（ゲイリー）
- よるのないくに（ロイド）
- 弱虫ペダル 明日への高回転（新開隼人）
- リネージュII（ケルビム）

2016年
- イケメン王宮◆真夜中のシンデレラ（レオ＝クロフォード）
- 英雄伝説 暁の軌跡（ロナード・グリフィン）
- SA7 SILENT ABILITY SEVEN（椎名寛治）
- 金色のコルダ4（冥加玲士）
- クイズRPG 魔法使いと黒猫のウィズ（アシュタル・ラド）
- グランドサマナーズ（ロイ）
- グリムノーツ（フレデリック・ショパン、ニック・ボトム）
- 神撃のバハムート（サイト〈平賀才人〉）
- 戦国無双 〜真田丸〜（大谷吉継）
- ドSに恋して 〜スイートルームで秘密の支配〜（吉良千秋）
- NARUTO -ナルト- 疾風伝 ナルティメットストーム4（サイ）
- ハイキュー!! Cross team match!（澤村大地）
- 灰鷹のサイケデリカ（ラヴァン）
- プラスティック・メモリーズ（コンスタンス）
- 猛獣たちとお姫様（ルドヴィク）
- 夢色キャスト（G.O.バッハ）
- 龍が如く 極（タカシ）

2017年
- キズナストライカー!（陸奥神なおや）
- ロードス島戦記オンライン（ウォリアー）
- ボーイフレンド（仮）きらめき☆ノート（桑門碧）
- フューチャーカード バディファイト 目指せ!バディチャンピオン!（臥炎キョウヤ）
- アイカツ! フォトonステージ!!（キング）
- LORD of VERMILION IV（道明寺虎鉄）
- 猛獣たちとお姫様 〜in blossom〜（ルドヴィク）
- ヴァルキリーアナトミア -ジ・オリジン-（ウィルフレド）
- 金色のコルダ2 ff（衛藤桐也）
- 白猫プロジェクト（ウェルナー・バストリーニ）
- 龍が如く極2（タカシ）

2018年
- 銀魂乱舞（神威）
- D×2 真・女神転生 リベレーション（ジョシュア・ホーク、アインズ）
- CARAVAN STORIES（バストラル）
- A3!（ガイ）
- フューチャーカード バディファイト 誕生!オレたちの最強バディ!（臥炎キョウヤ）
- 斉木楠雄のΨ難 妄想暴走 Ψキックバトル（灰呂杵志）
- 黒騎士と白の魔王（ルシファー）
- グランクレスト戦記 （ラシック・ダビッド）
- Fate/Grand Order（2018年 - 2023年、ナポレオン）
- サガ スカーレット グレイス 緋色の野望（エイディル）
- ブラッククローバー カルテットナイツ（ゴーシュ・アドレイ）
- ドラガリアロスト（ファルエス）
- 無双OROCHI 3（大谷吉継）
- 片恋いコントラスト -way of parting- 第一巻（樫永和兎）
- フードファンタジー（さんまの塩焼き、ビーフステーキ、北京ダック）
- ワールドエンドヒーローズ（戸上宗一郎）
- Cendrillon palikA（紫鳶＝クリノクロア）
- 夢間集（千丈巻）

2019年
- 東京放課後サモナーズ（グリンブルスティ、ティンダロス）
- Op8♪（灰谷楽人）
- 金色のコルダ オクターヴ（冥加玲士）
- 星鳴エコーズ（巳神刀真）
- 英雄伝説 暁の軌跡モバイル（ロナード・グリフィン）
- 三国烈覇（呂布）
- ペルソナ5 ザ・ロイヤル（丸喜拓人）
- MASS FOR THE DEAD（モモンガ）
- 崩壊3rd（ケビン・カスラナ）
- 魔法使いの約束（ブラッドリー）
- ブラックスター -Theater Starless-（ケイ）

2020年
- ファイアーエムブレム ヒーローズ（2020年 - 2021年、クリス、アシュナード）
- DAIROKU: AYAKASHIMORI（大蛇）
- とある魔術の禁書目録 幻想収束（浜面仕上）
- THE KING OF FIGHTERS ALLSTAR（神威）
- アークナイツ（ウン）
- 妖怪学園Y 〜ワイワイ学園生活〜（獅子黒カズマ、獅子王）
- キャプテン翼 RISE OF NEW CHAMPIONS（アルベルト）
- 聖闘士星矢 ライジングコスモ（クリュサオル・クリシュナ、ケフェウス座・ダイダロス）
- ヴァルキリーコネクト（アインズ・ウール・ゴウン）
- 五等分の花嫁 五つ子ちゃんはパズルを五等分できない。（上杉勇也）
- グランブルーファンタジー（2020年 - 2024年、オロロジャイア〈男性態〉、煉󠄁獄杏寿郎）
- エリオスライジングヒーローズ（ガスト・アドラー）
- Lost Kiss 〜カレと運命の恋愛〜（榊カズヒト）

2021年
- 金色のコルダ スターライトオーケストラ（九条朔夜）
- 共闘ことばRPG コトダマン（2021年 - 2023年、煉󠄁獄杏寿郎、澤村大地、神威、加茂憲紀、アインズ・ウール・ゴウン）
- ブレイブリーデフォルトII（カストル第一王子）
- ドラゴンクエストX 目覚めし五つの種族 オンライン（ラウル）
- 白夜極光（セレウコス、キュリク）
- 異世界かるてっと 〜激突！ぱずるすくーる〜（アインズ）
- 君は雪間に希う（宮地三茂）
- ブラスターマスター ゼロ トリロジー メタファイトクロニクル（ケイン）
- コードギアス Genesic Re;CODE（佐山リョウ）
- 鬼滅の刃 ヒノカミ血風譚（煉獄杏寿郎）
- セブンナイツ2（ルーキー）

2022年
- モンスターストライク（2022年 - 2023年、煉獄杏寿郎、ジョンガリ・A、清水将貴）
- ワンダーランズ 〜タイニー・ティナと魔法の世界〜（ドラゴン・ロード）
- 転生したらスライムだった件 魔王と竜の建国譚（グルーシス、アインズ・ウール・ゴウン）
- 五等分の花嫁〜君と過ごした五つの思い出〜（上杉勇也）
- ベイラーレジェンド: Idle RPG（イェサコ）
- 仮面ライダーバトル ガンバライジング（仮面ライダーゴーダ）
- たとえばラストダンジョン前の村の少年が序盤の街で暮らすような物語～ドタバタ英雄譚～（メルトファン）
- 東京リベンジャーズ ぱずりべ！全国制覇への道（清水将貴）
- 魔法使いの夜（山城和樹）

2023年
- Wo Long: Fallen Dynasty（趙雲）
- 仮面ライダーバトル ガンバレジェンズ（仮面ライダーゴーダ）
- コードギアス 反逆のルルーシュ ロストストーリーズ（2023年 - 2024年、佐山リョウ）
- 呪術廻戦 ファントムパレード（加茂憲紀）

2024年
- 呪術廻戦 戦華双乱（加茂憲紀）
- 泡沫のユークロニア（鳴神）

2025年
- 崩壊:スターレイル（ファイノン）
- 遊戯王デュエルリンクス（ベクター）
- 鬼滅の刃 ヒノカミ血風譚2（煉獄杏寿郎）
- イナズマイレブン 英雄たちのヴィクトリーロード（柳生駿河）

### ドラマCD
- 青ひげ〜異端の貴族〜（ジャンヌ・アスラン）
- AMNESIA シリーズ（トーマ）
  - AMNESIA ドラマCD 〜冥土の国のアムネシア〜
  - AMNESIA ドラマCD 〜AMNESIA OF THE DEAD〜
  - AMNESIA CROWD ドラマCD 〜執事とお嬢様〜[317]
  - TVアニメ AMNESIA ドラマCD 〜嵐の山荘にて〜[318]
  - TVアニメ AMNESIA ドラマCD 〜ひとつ隣のアムネシア〜[319]
- いっしょにごはん。 シリーズ（林流宇）
  - いっしょにごはん。 4
  - いっしょにごはん。あらかると 米田 光
  - いっしょにごはん。あらかると 林 流宇
  - いっしょにごはん。あらかると 大豆 納
  - いっしょにごはん。-炊きたて!-
- 異世界魔法は遅れてる! ドラマCD「水明誘拐」（遮那黎二[320]）
- 妹さえいればいい。（不破春斗[321]）
- 裏切りは僕の名前を知っている シリーズ（降織千紫郎）
  - 裏切りは僕の名前を知っている 3
  - TVアニメーション 裏切りは僕の名前を知っている オリジナルドラマCD 1・2・4
  - 小田切ほたるイラスト集 裏切りは僕の名前を知っている
- 噂屋 Vol.1（来須益経）
- #000000ウルトラブラック Missing Link（鯨井啓太）
- L.G.S 〜新説 封神演義〜 ドラマCD 〜おいでませ妲己島、真夏のリゾート三本勝負!〜（黄天化[322]）
- 王子と魔女と姫君と（黒森仁）
- オーバーロード シリーズ （アインズ・ウール・ゴウン（モモンガ））
  - 3巻「鮮血の戦乙女」 対象書店購入特典オーディオドラマ
  - 4巻「蜥蜴人の勇者たち」 特装版『封印の魔樹』
  - 6巻 「王国の漢たち [下]」 特装版『漆黒の英雄譚』
  - コミック6巻 特装版『ショー・マスト・ゴー・オン』
- おとめ妖怪 ざくろ シリーズ（芳野葛利剱）
  - おとめ妖怪 ざくろ ドラマCD 活劇音盤 〜さき、共々と〜
  - おとめ妖怪 ざくろ バラエティCD 歌謡小咄集
  - おとめ妖怪 ざくろ ※コミックス第8巻ドラマCD付き限定版[323]
- 俺たちに翼はない シリーズ（鳳翔）
  - 俺たちに翼はない 第2章 渡来明日香
  - 俺たちに翼はない 第3章 玉泉日和子
  - 夢シアター・虹色リストランテ
  - 俺たちに翼はない 3rd Season 特別編
- おれと一乃のゲーム同好会活動日誌（白崎宗司）
- 御界/ON-KAI（二階堂左馬）
- 季刊シリーズ「saison（セゾン）printemps（プランタン）春」（草野宗一[324]）
- キミキス ドラマCD Vol.2 ふたりのラブラブうどん〜里仲なるみ+菜々〜（飯島尚人）
- 金色のコルダ シリーズ（衛藤桐也）
  - 金色のコルダ2 〜青空トーン〜
  - 金色のコルダ2 〜熱風ウィング〜
  - 金色のコルダ2 f アンコール 〜graduation〜
  - 金色のコルダ 〜secondo passo〜 SWEET&JOY <#>、<♭>
  - 100万人の金色のコルダ 〜放課後のD.C.（ダ・カーポ）〜
  - 100万人の金色のコルダ 〜Precious Present〜
- 金色のコルダ3 シリーズ（冥加玲士）
  - プロローグCD 金色のコルダ3 〜はじまりの夏〜（冥加玲士、衛藤桐也）
  - 金色のコルダ3 SS (スクールシリーズ) IV 〜天音学園〜
- 月華繚乱ROMANCE ドラマCD 〜誰が小鳥を殺したか〜 黒橡の館（兼田侘助）
- 賢者の弟子を名乗る賢者（ガレット[325]）
- ドラマCD 幻想水滸伝 Vol.1・2（パーン）
- 戀々 シリーズ（葉月）
  - 戀々 二ノ巻
  - 戀々 第二幕 現鑑〜いまかがみ〜 三ノ巻[326]
- サクラ大戦奏組 シリーズ（G.O.バッハ）
  - サクラ大戦奏組 ドラマCD 〜小さな少女のためのクインテット〜[327]
  - サクラ大戦奏組 ドラマCD 〜コンサート協奏曲第1番〜[328]
- 灼眼のシャナ シリーズ（坂井悠二）
  - Assorated Shana Vol.I - III
  - SPLENDIDE SHANA Vol.I - III
  - 灼眼のシャナII -Second- アニメージュスペシャルドラマCD「迷子の迷子のゆうじ君」
- しらつゆの怪 ドラマCD 〜露の葉〜（三谷湊巳[329]）
- ドラマCD STORM LOVER 2nd 〜臨海学校、その夜〜（朝参孝太郎[330]）
- ストライクウィッチーズ 秘め話CD2（土方圭助）
- ゼロの使い魔 シリーズ（平賀才人）
  - ゼロの使い魔 キャラクターCD1 ルイズ&才人編
  - ゼロの使い魔 キャラクターCD2 ギーシュ&モンモランシー編
  - ゼロの使い魔 キャラクターCD3 タバサ&キュルケ編
  - ゼロの使い魔 キャラクターCD4 シエスタ&アンリエッタ編
  - ゼロの使い魔〜双月の騎士〜 キャラクターCD 1 - 4
  - ゼロの使い魔〜三美姫の輪舞〜 ドラマCD
- せんごくっ!? 〜悠久乱世恋華譚〜 どきどきっ!? 〜天下分け目の花嫁修業!!〜（織田上総介信之長）
- ちょこっとヒメ（坂下朝生）
- DIG-ROCK シリーズ（日暮楓）
  - DIG-ROCK -BREAK TIME- Type:IC
  - DIG-ROCK -BLUE- Type：IC
  - DIG-ROCK -BREAK TIME in NY- Type：IC
  - DIG-ROCK -BREAK TIME in NY- Type：RL
- ドラマCD 天下統一恋の乱（上杉謙信）
- 転生したら剣でした（師匠[331]） - 5巻ドラマCD付き限定版
- 十鬼の絆 シリーズ（秦）
  - 十鬼の絆 ドラマCD 〜大原女騒動〜[332]
  - 十鬼の絆 ドラマCD 〜伝説の果実〜[333]
  - 十鬼の絆 花結綴り ドラマCD 男達の親睦会 〜鬼鍋を囲んで〜[334]
- DRACU-RIOT!（六連佑斗）
- 隠の王 シリーズ（相澤虹一）
  - 隠の王 ドラマCD 『夏休み、別荘地盗難事件編』
  - 隠の王 公式ガイド+ドラマCD -al fine-
- ニンジャスレイヤー ザイバツ強襲!（スーサイド[335]）
- パスタマフィア 1（クリーム）
- 初恋限定。（別所良彦）
- BAD MEDICINE -INFECTIOUS TEACHERS-（東條海里[336]）
- 葉っぱのフレディ〜いのちの旅〜（ダニエル）
- TVアニメーション「破天荒遊戯」ドラマCD 第1巻 断罪の緋き花よ咲け（マルビル・リリッツ）
- ハロウィン+タウン（一ノ宮透）
- ひとりの帝国〜ひのちゃまにあ〜[リンク切れ]（水先案内人、楢崎愁哉、ランスロット、御影由宇、蓮、楢崎陽哉、響）※同人CD
- FINALΦFICTION 喜歌劇（禄朗島士織）
- Bloody Call ドラマCD・II 〜フライコール編〜（司狼）
- プラチナコール〜ホスト科男子に恋をする〜 第2弾（藍島エイジ） ※Cheese! 2022年1月号付録[337]
- プラナス・ガール（槙）
- 真代家こんぷれっくす！（真代潤[338]）
- Messiah メサイア（御津見珀）
  - Liar Night〜ライアー・ナイト〜※Newtype Romance ニュータイプ・ロマンス 2010 SPRING 応募者全員サービス
  - Christmas Trap〜クリスマス・トラップ〜※VOICE Newtype ボイスニュータイプ No.037 応募者全員サービス
- Yourすいーとほーむ[リンク切れ]（水無月カイト）※同人CD
- ユリア100式 Vol.1（久保瞬介）
- 弱虫ペダル ドラマCD Off the ROAD（新開隼人[339]）
- Lucian Bee's ドラマCD 超新星☆大爆走CRAZYSUPERNOVA-銀河系アイドルROMANXIA No.1決定戦!?-（アンジェラ）

### BLCD
2007年
- 少年花嫁2 星と桜の祭り（天狼）
- 交渉人は疑わない（2007年―2009年、キヨ）
  - 交渉人は黙らない 交渉人2

2008年
- コルセーア シリーズ（ディーゴ）
  - コルセーアV 〜記憶の鼓動〜
  - コルセーアVII 〜月を抱く海2〜
  - コルセーアX 〜月を抱く海5〜

- 御界／ON-KAI（二階堂左馬）

2009年
- 男・色茶屋（千利）
- SASRA 3 -江戸編-（一）
- 非保護者（麻倉征）
- 闇に契りし者、汝の血を（月笙）
- たかが恋だろ（2009年―2011年、倉田泉巳）
  - 愛想尽かし

2010年
- 黒衣の公爵（ソラ・ガードナー）
- 兄弟の事情（2010年―2012年、水橋和臣）
  - 兄弟の事情2 恋人の事情

- #000000 ウルトラブック（鯨井啓太）
- ごめんなさいと言ってみろ（能代）
- ウラカレ-His boyfriend-（2010年―2011年、中里若葉）
  - ウラカレ 〜Second Season〜 第一弾 中里若葉編
  - ウラカレ 〜Second Season〜 第四弾 中里葵編

- 先生はダミー（田神良）
- きみのハートに効くサプリ（芹沢匠）
- 恋ひめやも（棚橋孝太郎）
- 征服者の恋（柏木尚史）
- 空に響くは竜の歌声（ユイリィ）

2011年
- 3軒隣の遠い人（岸本光也）
- 花は咲くか（2011年―2013年、岩崎竹生）
  - 花は咲くか 2

- 真昼の恋（中川正午）
- この世 異聞 〜狐の嫁入り〜（クラヨリ様）
- 婚約者は俺様生徒会長!?番外編（鷹司帝人）※ダリア&ルナ フェア2011
- 職業、王子（綾高大地）
- セカンド・セレナーデ（砂原）

2012年
- やさしいエピローグ（甲田直也）
- あめの帰るところ（能登匡志）
- 部活の後輩に迫られています（牧野）※初回限定セット
- ひみつのセフレちゃん（岡崎徹平）
- リンゴに蜂蜜（松田夏樹）
- 他人同士 法医学者と刑事の相性（浅田諒一）※小説 CHara vol.27付録

2014年
- 大正メビウスライン PORATBLE（館林開）※初回特典CD
- 花のみやこで（辻村基晴）
- マウリと竜（神梅松理、ジーン）

2015年
- DRAMAtical Murder DramaCD Vol.4（ノイズ）

2016年
- ギヴンシリーズ（2016年―2021年、梶秋彦）
  - ギヴン-given-
  - ギヴン-given- ※シェリプラス2016フユ号付録
  - ギヴン-given-2
  - ギヴン-given-2 ※シェリプラス2017-09号付録
  - ギヴン-given-3
  - ギヴン-given-3 ※シェリプラス2018-09号付録
  - ギヴン-given-4
  - ギヴン-given-5
  - ギヴン-given-5 ※シェリプラス2021-03号付録

- マザーズ スピリット（カルタカ）
  - マザーズ スピリット ※Chara 21th Anniversary Fair PRESENT CD

- 国民的スターに恋してしまいました（葛生惇史）

2017年
- おやすみなさい、また明日（貢藤利里）
- ネオンサイン・アンバー（緒方勇介）

2018年
- 元ヤンパパとヒツジ先生（鳩山京一）

2019年
- アヒルくんはソレを知らない（王子隼）
- めぐみとつぐみ（2019年―2021年、山田黒鵐）
  - めぐみとつぐみ2

2021年
- 抱かれたい男1位に脅されています。6（佐々木拓）

### ラジオドラマ
- 青春アドベンチャー「一瞬の風になれ」（2007年、仙波一也）
- ラジオ幻想水滸伝 集まれ!108星!（2008年、パーン）
- エブ★ラジ 夜の連続スマホ小説「悪魔のコーヒー、天使の角砂糖」（2014年）[342]

### デジタルコミック
- VOMIC 青空エール（2009年、山田大介）
- +Voice かむかむバニラ!（2010年、梶陸夫）[343]
- VOMIC ǝnígmǝ【エニグマ】（2011年、灰葉スミオ）
- VOMIC 1/11 じゅういちぶんのいち（2012年、安藤ソラ）
- コールドゲーム（2020年、アーサー）
- おいピータン!! ムービングコミック（2022年、大森利夫）
- ジャンプチャンネル ドリトライ（2023年、黒岩啓示）
- ヤンジャン漫画TV ポン太がヒトになりまして。（2024年、タケル）[344]

### 吹き替え

#### 担当俳優
チュ・ジフン
- 蒼のピアニスト（ユ・ジホ）
- 暗数殺人（カン・テオ）
- アンティーク 〜西洋骨董洋菓子店〜（ジニョク〈橘圭一郎〉）
- 神と共に 第一章:罪と罰（ヘウォンメク）
- 神と共に 第二章:因と縁（ヘウォンメク）
- 仮面（チェ・ミヌ）
- キッチン 〜3人のレシピ〜（ドゥレ）
- 宮 -Love in Palace-（イ・シン）
- 結婚前夜〜マリッジブルー〜（キョンス）
- ジェントルマン（チ・ヒョンス）
- プロジェクト・サイレンス（チョバク）
- ランサム 非公式作戦（キム・パンス）

ヒョンビン
- 愛の不時着（リ・ジョンヒョク）
- 極限境界線-救出までの18日間-（パク・デシク）
- コンフィデンシャル:国際共助捜査（イム・チョルリョン）

#### 映画
- RRR（A・ラーマ・ラージュ〈ラーム・チャラン〉[351]）
- 甘い人生
- アメリカン・ピーチパイ
- 眠りの地（ハル〈ママドゥ・アティエ〉）
- インソムニア（ランディ・ステッツ〈ジョナサン・ジャクソン〉）※テレビ東京版
- インベージョン! 最強ヒーロー外伝（オリバー・クイーン / グリーンアロー〈スティーヴン・アメル〉）
- ヴァレリアン 千の惑星の救世主（ヴァレリアン〈デイン・デハーン〉[352]）
- 海の上のピアニスト（ナインティーン・ハンドレッド〈ティム・ロス〉[353]）※BD版
- AVP2 エイリアンズVS.プレデター（デイル・コリンズ）
- エラゴン 遺志を継ぐ者（ローラン〈クリストファー・イーガン〉）
- オーシャン・オブ・ファイヤー
- 紀元前1万年 ※ソフト版
- キャプテン・マーベル（アット・ラス（英語版）〈アルゲニス・ペレス・ソト（英語版）〉[354]）
- クリスティーン（デニス〈ジョン・ストックウェル〉）※ULTRA HD BD版
- グレート・アドベンチャー（ポー）
- 恋人はゴースト（ダリル〈ジョン・ヘダー〉）
- ゴッドスレイヤー 神殺しの剣（ルー・コンウェン〈ドン・ズージェン〉[355]）
- こわれゆく世界の中で（ミロ〈ラフィ・ガヴロン〉）
- サウンド・オブ・ミュージック（ロルフ）※テレビ東京版
- ザ・スーサイド・スクワッド “極”悪党、集結（ギュンター・ブラウン/ジャベリン〈フルーラ・ボルク〉[356]）
- シー・ノー・イーヴル 肉鉤のいけにえ（リッチー）
- 65/シックスティ・ファイブ（ミルズ〈アダム・ドライバー〉[357]）
- ジュラシック・ワールド/新たなる支配者（ラムジー〈ママドゥ・アティエ〉[358]）※劇場公開版
- 白雪姫（くしゃみ[359]）
- 新・暗くなるまで待って（デヴィッド〈マシュー・スモーリー〉）
- シンプル・シモン（シモン〈ビル・スカルスガルド〉）
- スーパーバッド 童貞ウォーズ（エバン〈マイケル・セラ〉）
- スズメバチ ※テレビ東京版
- スティーラーズ（ロウドッグ〈ポール・ウォーカー〉）
- セイブ・ザ・ラストダンス（ドラッグの売人、マラカイの仲間）
- 世界にひとつの金メダル（ピエール・デュラン〈ギヨーム・カネ〉[360]）※BSテレ東版
- ゾンビ・ガール（マックス〈アントン・イェルチン〉）
- ダンス・レボリューション2（ブランドン〈ランディ・ウェイン〉）
- チェリー（ピルズ&コーク〈ジャック・レイナー〉）
- チャンス・ボール（スクインツ〈チャウンシー・レオパルディ〉）
- デイ・アフター・トゥモロー（ブライアン）※ソフト版
- ドア・イン・ザ・フロア（エディ・オヘア〈ジョン・フォスター〉）
- Dot. ドット（コナー〈ショーン・アシュモア〉）
- トムとジェリー（ベン〈コリン・ジョスト（英語版）〉[361]）
- ナイトライド 時間は嗤う（バッジ〈モー・ダンフォード〉[362]）
- ナイン・デイズ（ケイン〈ビル・スカルスガルド〉）
- ナポレオン・ダイナマイト（ペドロ・サンチェズ〈エフレン・ラミレッツ〉）
- ニコラスの贈りもの（ステファノ〈ダニエーレ・ピオ〉）※テレビ版
- ハービー〜機械じかけのキューピッド〜
- パーフェクト・プラン（トム・ライト〈ジェームズ・フランコ〉）
- バイオハザード: ウェルカム・トゥ・ラクーンシティ（アルバート・ウェスカー〈トム・ホッパー〉[363]）
- ハサミを持って突っ走る（オーガステン・バロウズ〈ジョセフ・クロス〉）
- ハッピー・エンディング（オーティス〈ジェイソン・リッター〉）
- ハリー・ポッターと炎のゴブレット（セドリック・ディゴリー〈ロバート・パティンソン〉[364]）
- ピザ男の異常な愛情（リード・ローソン）
- 秘密のミラクル・マジシャン（ダニー・シンクレア〈ジョニー・パーカー〉）
- ベートーベン2 ※NHK版
- 僕らのバレエ教室（カン・ミンジェ〈ユン・ゲサン〉）
- ポストマン（ルーク）
- MAXX!!!鳥人死闘篇（ウィル〈ウィリアムズ・ベル〉）
- メリッサ・P 〜青い蕾〜（ダニエレ〈プリモ・レッジャーニ〉）
- もしも昨日が選べたら（成年のベン・ニューマン〈ジェイク・ホフマン〉）
- U Want Me 2 Kill Him/ユー・ウォント・ミー・トゥ・キル・ヒム（マーク〈ジェイミー・ブラックリー〉）
- 落下の王国（ダーウィン（レオ・ビル））
- ラッキー・ガール
- リジー・マグワイア・ムービー
- ロイヤル・ナイト 英国王女の秘密の外出（ジャック・ホッジ〈ジャック・レイナー〉）
- ロード・トリップ（カイル・エドワーズ〈DJクオールズ〉）
- ロンゲスト・ヤード（ゲイのチアリーダー）

#### ドラマ
- iCarly（オースティン）
- ALIVE〈奇跡の生還者たち〉 エピソード9
- アローバース（オリバー・クイーン / アロー / グリーンアロー〈スティーヴン・アメル〉）
  - ARROW/アロー
  - THE FLASH/フラッシュ
  - レジェンド・オブ・トゥモロー
- ER緊急救命室シリーズ
  - シーズン5 #112（ジャスティン・ケーシー〈ネイサン・ウェスト〉）
  - シーズン8 #162、#166（アンドルー〈マックス・カッシュ〉）
  - シーズン10 #212（マーチン・ブロディ〈マシュー・シュターデルマン〉）
  - シーズン11 #227 - #228（ジャクソン〈エドゥアルド・オーティズ〉）
  - シーズン15 #312（ジーク〈カルロス・ナイト〉）
- 美男〈イケメン〉バンド 〜キミに届けるピュアビート〜（チュ・ビョンヒ〈イ・ミンギ〉）
- オールイン 運命の愛（ヤン・シボン）
- 奥さまは首相 〜ミセス・プリチャードの挑戦〜 #1（スティーヴ）、#2（不明）
- オクニョ 運命の女（明宗〈ソ・ハジュン〉[365]）
- 騎馬警官2 #36（役名なし）、#37（タイリー・キャメロン）
- 宮廷女官チャングムの誓い #48
- クッキ 〜菊熙〜（チョンシク）
- クリミナル・マインド FBI行動分析課
  - シーズン8 #8（ジョシュア・“ジョシュ”・ムーア〈アンドリュー・ジェームス・アレン/Andrew James Allen〉）
  - シーズン12 #10（エゼキエル“ジーク”・レジナルド・ダニエルズ〈ジョン＝マイケル・エッカー/Jon-Michael Ecker〉）
- グレイズ・アナトミー2（スコット）
- ゴースト 〜天国からのささやき シーズン5 #21（カイル、セス）
- コールドケース 迷宮事件簿シリーズ
  - シーズン2 #14（ウォーレン〈回想時〉）
  - シーズン4 #12（ジェームズ・ホフマン）
- 恋するマンハッタン #12（ハンター）
- サバイバー3（クラレンス）
- ザ・ファイブ -残されたDNA-（ダニー・ケンウッド〈O・Ｔ・ファグベンル〉）
- サブリナ
- THE PENGUIN-ザ・ペンギン-(アルベルト・"アル"・ファルコーネ〈マイケル・ゼゲン〉)
- ザ・ラストシップ（ダニー・グリーン大尉〈トラヴィス・ヴァン・ウィンクル〉）
- CSI:科学捜査班シリーズ
  - シーズン4 #21（ザック・ローレンス）
  - シーズン5 #22（ジェフ・サイモン）
  - シーズン7 #4（コナー・“ピッグ”・トリット〈ケヴィン・フェダーライン〉）
- CSI:マイアミシリーズ
  - シーズン3 #18（マシュー）
  - シーズン5 #7（ルーク・ベイラー〈マーカス・コロマ〉）
- CSI:ニューヨーク #15（コナー・マッケーリ〈サム・ハンティントン〉）
- シークレット・サークル（ジェイク）
- シナリオライターは君だ! #16（ゲーリー）、#44（サミュール）
- スーパーナチュラル #10（ギャビン）
- スティーブン・キングのIT/イット
- 先生はあきらめない 〜ロン・クラーク物語〜
- ソウルメイト #2
- 第一容疑者 姿なき犯人（ホームレス、捜査官）
- 大旗英雄伝（雲錚〈ツゥイ・リン〉）
- チェオクの剣 #2、#6（チェム）
- ディスカバリー・オブ・ウィッチズ（マシュー・クレアモント〈マシュー・グード〉[366]）
- デスパレートな妻たち5（トラバース）
- 24 -TWENTY FOUR- シーズン5（デレク・ハクスリー〈ブラディ・コーベット〉）
- ナース・ジャッキー2 #11（ジョージ）
- ニコラスの贈り物（ステファノ）
- PERSON of INTEREST 犯罪予知ユニット シーズン1 #22、ファイナルシーズン #12（ヘンリー・ペック〈ジェイコブ・ピッツ〉）
- ハイスクール・ウルフ（#24,#31 フィールディング）
- 花ざかりの君たちへ〜花様少年少女〜 #7,#8（蒔田）
- 犯罪捜査官ネイビーファイル7（トッド・ラフ）
- バンド・オブ・ブラザース
- PING PONG〜ピンポン〜（ジョウ・シュエン）
- FOREVER Dr.モーガンのNY事件簿 #7（カーター・ピルセン〈ラウル・カッソ/Raul Casso〉）
- ふたりはお年ごろ #21（トッド）
- ブラザーズ&シスターズ（ジャスティン・ウォーカー〈デイヴ・アナブル〉）
- HELIX -黒い遺伝子- シーズン2（カイル・ソマー（マット・ロング））
- ボディ・オブ・プルーフ 死体の証言（スキップ）
- ホワイトカラー（エリック）
- マイ・スイート・メモリーズ #2,#12,#17,#21,#25,#29（ウォーカー・アダムス）
- マイ・ブラザー・エディ
- マルコム in the Middle #81（ドニー）
- 名探偵モンク5 #6
- メントーズ〜世界の偉人たちからのメッセージ〜 #31,#32（ザック）
- モナーク: レガシー・オブ・モンスターズ（リー・ショウ〈ワイアット・ラッセル〉）
- ロズウェル - 星の恋人たち（カイル・バレンティ〈ニック・ウェクスラー〉）
- LOST シーズン3 #62（ピーター・タルボット）
- ワンだー・エディ（エディ・マクダウド〈セス・グリーン〉）

#### アニメ
- 学園パトロール フィルモア
- キム・ポッシブル シリーズ（ロン・ストッパブル）
  - キム・ポッシブル シーズン1 - シーズン4
  - キム・ポッシブル ザ・シークレットファイル
  - キム・ポッシブル タイムトラベル
  - キム・ポッシブル デンジャラス・ファイブ
  - キム・ポッシブル ザ・ムービー ドラマチック・ナイト
- 整形水（キム[367]）
- ティンカー・ベル
- パウ・パトロール ザ・マイティ・ムービー（ハンク[368]）
- ヘラクレス
- リロ・アンド・スティッチザ・シリーズ（#47 ロン・ストッパブル）

#### 人形劇
- サンダーバード55/GoGo（バージル・トレーシー）

### 特撮
2010年代
- 動物戦隊ジュウオウジャー（2016年、マントールの声）
- 快盗戦隊ルパンレンジャーVS警察戦隊パトレンジャー（2018年、ジェンコ・コパミーノの声）
- ヒーローママ☆リーグ（2018年、宇宙忍デモストの声）
- 宇宙戦隊キュウレンジャーVSスペース・スクワッド（2018年、宇宙忍デモストの声）
- ウルトラマンタイガ（2019年、ウルトラマンタイタスの声）

2020年代
- 劇場版 ウルトラマンタイガ ニュージェネクライマックス（2020年、ウルトラマンタイタスの声）
- ウルトラギャラクシーファイト（2021年 - 2022年、ウルトラマンタイタスの声） - 2シリーズ
- 仮面ライダーオーズ 10th 復活のコアメダル（2022年、ゴーダの声）

### ラジオ
※はインターネット配信。
- ゼロの使い魔 on the radio 〜トリステイン魔法学院へようこそ〜（2006年 - 2009年、メディファクラジオ※）
- NARUTO Radio 疾風迅雷（2008年、2009年、ラジオ大阪）
- 隠の王 WEBラジオ 萬天編「萬天からこんにちわ」（2008年 - 2009年、公式サイト※）
- ゼロの使い魔 on the radio 〜トリステイン王国へようこそ〜（2011年 - 2012年、HiBiKi Radio Station※）
- ラジオ幻想水滸伝 集まれ!108星! （2008年、KONAMI STATION※）
- Webラジオ Cyber Boys City（2009年、公式サイト※）
- ラジオdeヤングアニマルあいらんど! ユリア100式 大特集!（2009年、音泉※）
- 日野聡vs立花慎之介 平成ニッポン・国取り合戦ラジオ!!（2009年 - 2013年、ラジオ関西）
- ゆるめいつスペシャル（2009年、K'z Station※）
- 少尉茶寮 ざくろ（2010年、ランティスウェブラジオ※）
- 〜バクマン。放送局〜ラジマン。（2010年 - 2013年、音泉※）
- オトメイトパラダイス（2012年 - 2015年、音泉※）
- 日野聡・立花慎之介 名門アウトロー学園（2013年 - 2016年、ラジオ関西）
- the AUDIENCE〜選択型ラジオ〜（2017年 - 、超!A&G+※）
- オーバーロードII〜ナザリック地下大墳墓 定例報告会〜（2017年 - 2018年、音泉※）[376]
- オーバーロードIII〜ナザリック地下大墳墓 定例報告会〜（2018年、音泉※）
- RADIO MIRACLE6（2018年、アニメイトタイムズ※）[377]
- オーバーロードIV〜アインズ・ウール・ゴウン魔導国 戦略会議〜（2022年、音泉※）[378]

### ラジオCD
- おれつば振興会 夢ラジオ・俺たちに翼はNIGHT vol.1
- 黒執事 Webラジオ ファントムミッドナイトレディオ DJCD 第三巻
- 週刊ラGオファンタジー DJCD
- ゼロの使い魔 シリーズ
  - ゼロの使い魔 on the radio スペシャルCD 〜聴かないと、許さないんだから!〜
  - ゼロの使い魔〜三美姫の輪舞〜 オリジナルサウンドトラック+ルイズと才人のトーク♥
  - ゼロの使い魔 on the radio スペシャルCD 〜南国へ行けないって どっ、どういうことなのよーっ!〜
  - ゼロの使い魔 on the radio スペシャルCD 〜南国は一切無視!?アンタ達全員、バカ犬よぉーっ!〜
  - ゼロの使い魔 on the radio デラックス 〜ラジオなのに沖縄ロケ?南国に行ってきました!〜
  - ゼロの使い魔 on the radio スペシャルCD 〜今までありがとう、そしてまた会う日まで〜
- DJCD 隠の王 VOL.1 - 3
- DJCD NARUTO Radio 疾風迅雷 5・12
- バクマン。 シリーズ
  - 〜バクマン。放送局〜ラジマン。 DJCD
  - 〜バクマン。放送局〜ラジマン。 金未来杯編 Vol.2 DJCD
- 日野聡vs立花慎之介 平成ニッポン・国取り合戦ラジオ!! シリーズ（おじき）
  - ラジオCD 日野聡vs立花慎之介 平成ニッポン・国取り合戦ラジオ!! 壱ノ巻 - 六ノ巻
  - 日野聡vs立花慎之介 平成ニッポン・国取り合戦ラジオ!! ボイスアニメージュ 2010 SPRINGの陣
  - 日野聡vs立花慎之介 平成ニッポン・国取り合戦ラジオ!! 聴くだけでキレイになれるトークCD
  - 日野聡vs立花慎之介 平成ニッポン・国取り合戦ラジオ!! 聴くだけでピュアな心を取り戻せるトークCD
  - 日野聡vs立花慎之介 平成ニッポン・国取り合戦ラジオ!! 聴くだけでHOTになれるトークCD
  - 日野聡vs立花慎之介 平成ニッポン・国取り合戦ラジオ!! 聴くだけでCOOLになれるトークCD
  - 国取りラジオ!! 新語・流行語 解説CD
  - MARINE SUPER WAVEくじ テーマトークCD 日野聡vs立花慎之介 平成ニッポン・国取り合戦ラジオ!!
  - MARINE SUPER WAVEくじ コーナーチェンジCD 2D LOVE印の新名物
  - MARINE SUPER WAVEくじ コーナーチェンジCD Driver's High!!印の新名物
  - MARINE SUPER WAVEくじ コーナーチェンジCD 国取りラジオ的『HTP』
  - MARINE SUPER WAVEくじ コーナーチェンジCD 国取りラジオ的『ナビカワ君』

### トーク・朗読CD
- アニたまどっとコム presents 真夏のリレートークCD
- 官能昔話7 〜日本昔話〜
- KISS×KISS collections Vol.14 「フォーカスキス」（小松とおる）
- クッキングレシピCD「ラブ★スイーツ Vol.2」（ホントは優しいツンデレ坊ちゃん）
- 月刊男前図鑑 制服編 白盤（駅員）
- Double Score 〜Baby's breath〜：樋口昴（樋口昴）
- 天部衆に癒されCD 第参巻〜守護神 帝釈天編〜（帝釈天[379]）
- 白血球部活動記録〜看病編〜 vol.3「マクロファージ・血小板」（マクロファージ）
- Photograph Journey 〜in Okinawa〜（真志喜小次郎[380]）
- 間島淳司のMOMODACHI!CD 日野聡君
- 密会 -secret tryst- vol.1 〜不器用な口づけ〜（仁木蒼）
- ミラクル☆トレイン エスコートボイスCD 飯田橋麗夢（飯田橋麗夢）

### ネット配信
- トライスクワッド ボイスドラマ（2019年）

### CM
- ときめきレストラン☆☆☆（不破剣人）※セブン-イレブン・セブンスポットオリジナルWebCM

### ナレーション
- 役者魂!（2006年、フジテレビ）番組宣伝
- 任侠ヘルパー（2009年、フジテレビ）番組宣伝
- GOLD（2010年、フジテレビ）番組宣伝
- フューチャーカード バディファイトDDD トリプルディー ブースターパック 第3弾（2016年、テレビ神奈川）TV-CM
- クイズ!THE違和感（2020年11月16日 - 2022年9月12日、TBS）[381]
- ニッポン放送ショウアップナイター（2021年3月 - 、ニッポン放送） - タイトルコール・ジングル[382]
- ショウアップナイタースペシャル 55!!（GoGo!!）みんなのプロ野球（2021年3月 - 、ニッポン放送） - タイトルコール・ジングル[382]
- お笑い実力刃→証言者バラエティ アンタウォッチマン!（2021年4月21日 - 、テレビ朝日）
- バクタン 時を戻そう!あのヒット商品が生まれるまで〇〇日（2021年6月13日・12月28日、テレビ東京）
  - バクタン 時を戻そう!あのヒット商品が生まれるまで（2024年5月26日、テレビ東京）
- 地球は放置してても育たない（2022年3月28日 - 、NHK Eテレ）[383]
- コンフィデンシャル:国際共助捜査（2023年）予告編[384]
- ローカル路線バス乗り継ぎの旅 一部シリーズ（2024年他、テレビ東京）

### テレビ番組
※はインターネット配信。
- 日野聡の「もう、使い魔なんて呼ばせない!」（2007年、アニメイトTV※）

### 実写映画
- 腐女子彼女。（2009年、本人役）

### 映像商品
- アクセル★ワンだぁ!! 〜家族で秋の遠足〜
- 岩鳶中学水泳部 記録会お疲れ様パーティー
- 裏切りは僕の名前を知っている イベントDVD－ワルプルギスの宴－
- オトメイトパーティー♪2012・2013[385]・2015
- 黒執事 その執事、狂騒〜赤いヴァレンタイン〜
- CYBER PHASE
  - 花-HANA- LIVE DVD ダイジェスト版
  - 風-KAZE- LIVE DVD ダイジェスト版
- 銀魂晴祭り2016（仮）
- 銀魂華祭り2017（仮）
- SABA SURVIVAL GAME SEASON シリーズ
  - SABA SURVIVAL GAME SEASON I ＃1 - 3
  - SABA SURVIVAL GAME SEASON II ＃1 - 3
  - SABA SURVIVAL GAME SEASON I Ultimate
  - SABA SURVIVAL GAME SEASON II Ultimate
  - SABA SURVIVAL GAME SEASON III ＃1・2
  - SABA SURVIVAL GAME SEASON IV ＃1・2
- ネオロマンスシリーズ
  - ネオロマンス・フェスタ 金色のコルダ 星奏学院祭
  - ネオロマンス♥フェスタ 金色のコルダ 星奏学院祭2・3
  - ネオロマンス スターライト♥クリスマス
  - ネオロマンス・ライヴ 2009 Summer
  - ネオロマンス スターライト♥クリスマス2010
  - ネオロマンス♥フェスタ12
  - ネオロマンス♥ライヴ 2011 Autumn
  - ネオロマンス・フェスタ 金色のコルダ 星奏学院祭4・5
- Live in TOKYO かぶら2009
- ビーズログTV 恋愛番長・三学期 放課後
- 日野聡・立花慎之介 名門アウトロー学園 シリーズ
  - 日野聡・立花慎之介 名門アウトロー学園 特盛り!
  - 日野聡・立花慎之介 名門アウトロー学園ファンディスク Vol.1 アウトロー学園流 卒業式
- 百歌SAY!RUN!2010
- DVD 映画 腐女子彼女。
- Go！プリンセスプリキュア　ミュージカルショー
- PROJECT DABA
  - PROJECT DABA ドロケイ
  - PROJECT DABA×リアル脱出ゲーム　呪われた廃校からの脱出　—成仏させないと、ここから出られない—
  - DABA　HORSE　LIFE
  - DABA〜Memorial Year Party〜午年だよ☆ほぼ全員集合!!Blu-ray
- MARINE SUPER WAVE R 2011・2012・2014・2015
  - 人狼バトル 〜人狼VS勇者〜
  - 人狼バトル lies and the truth 2018 OCTOBER〜人狼VS侍〜（ナレーション）
- ユーリ!!! on STAGE
- 弱虫ペダルシリーズ
  - イベント 弱虫ペダル スペシャルイベント 〜LE TOUR DE YOWAPEDA〜
  - 弱虫ペダル スペシャルイベント〜LE TOUR DE YOWAPEDA 2015〜
- リトルアンカー DEAD OR LIVE
- Lucian Bee's LIVE DVD ROMANXIA WORLD TOUR 2010 in YOKOHAMA

### 朗読劇
- Kiramune Presents リーディングライブ『5コントローラーズ+1』[386]（2014年10月25日、Kamui）
- 朗読劇 私の頭の中の消しゴム7th letter（2015年4月29日、5月4日、浩介）
- SUPER SOUND THEATRE 『VINLAND SAGA〜英雄復活の章〜』（2017年9月30日 - 10月1日、トールズ）

### 玩具
- COMPLETE SELECTION MODIFICATION オーズドライバー コンプリートセットver.10th（2022年9月）
- COMPLETE SELECTION MODIFICATION オーズドライバー オースキャナーver.10th（2022年9月）
- COMPLETE SELECTION MODIFICATION オーズドライバー ver.10th（2022年9月）

### その他コンテンツ
- 環境教育DVD「葉っぱのハルムのぐるぐるエコ教室」（アリ&ウサギのアルルポ）
- クッキングレシピCD「ラブ★スイーツ」vol.2
- ComicsDeluxe「ダッシュ!」（秋本）
- StudioGIW「ボイスドラマ Vol.3 〜盲目の結界神・想武〜」（知龍 シュンケイ）※ダウンロード販売
- TAKAMICHI SUMMER WORKS 「梅雨の終わり」
- 東京書籍「NEW HORIZON」中学生用DVD
- 東京都消費生活総合センター 「ネットのトラブル、ブルブル」
- 日野聡・寺島拓篤のLOVE CALL No.
- 福山潤 オリジナルアルバム「浪漫的世界31」（ポンチョコーラス隊）
- ぷろだくしょんバオバブ プロデュース公演 「歓喜の歌」（声の出演）
- Go!プリンセスプリキュア ミュージカルショー プリンセスランドをすくえ!（シャット）
- Go!プリンセスプリキュア アクションステージ（シャット）
- A-koe「幻獣王の心臓」オーディオドラマ（琥珀[387]）
- 「魔王2099 1巻.電子荒廃都市・新宿」 PV（ベルトール＝ベルベット・ベールシュバルト[388]）
- Clock over ORQUESTA（天馬七星（青年）[389]）
- 「後宮妃の管理人」 PV（珀皓月[390]）
- 「春夏秋冬代行者 春の舞」PV（寒月凍蝶[391]）
- 「獣上司に実は認められていた話」 PV（アトラス[392]）

## ディスコグラフィ

### キャラクターソング
| 発売日   | 商品名                                                                             | 歌 | 楽曲 | 備考                                                             |
| 2006年   | 2006年                                                                             | 2006年 | 2006年 | 2006年                                                           |
| -------- | ---------------------------------------------------------------------------------- | --- | --- | ---------------------------------------------------------------- |
| 9月6日   | ゼロの使い魔 キャラクターCD1 ルイズ＆才人編                                        | ルイズ(釘宮理恵)、平賀才人（日野聡） | 「Follow Me!!」 |                                                                  |
| 2008年   |                                                                                    | | |                                                                  |
| 9月17日  | 一騎当千 ベストソング・コレクション〜SONG＆SOUL祭り〜                              | 周喩公瑾（日野聡）、孫権仲謀(堀江由衣) | 「もしも愛なら」 |                                                                  |
| 2009年   |                                                                                    | | |                                                                  |
| 2月11日  | 金色のコルダ2 〜SWEET♪TWINKLE〜                                                    | 衛藤桐也（日野聡） | 「I CAN MAKE IT」 |                                                                  |
| 4月22日  | 俺たちに翼はない キャラクターソングアルバム                                        | 鳳翔（日野聡） | 「fallen angel」 |                                                                  |
| 8月12日  | 金色のコルダ 〜secondo passo〜 Tears                                               | 衛藤桐也（日野聡） | 「MOVE」 |                                                                  |
| 8月26日  | Lucian Bee's OP&EDテーマ                                                           | ROMANXIA | 「仮面の下のバラッド」 「Meteoric shower」 |                                                                  |
| 9月30日  | 金色のコルダ2 f アンコール 〜graduation〜                                          | 月森蓮(谷山紀章)、衛藤桐也（日野聡） | 「TWILIGHT RONDO」 |                                                                  |
| 11月6日  | Lucian Bee's キャラクターソング Vol.5／ANGELA                                      | アンジェラ（日野聡） | 「ブッチギリFreeway」 |                                                                  |
| 12月9日  | ネオロマンス・クリスマス 〜聖夜にラブソングを〜                                    | 衛藤桐也（日野聡） | 「First Noel」 |                                                                  |
| 2010年   |                                                                                    | | |                                                                  |
| 3月24日  | 金色のコルダ3 〜熱き心の調べよ〜                                                   | 如月響也(福山潤)、如月律(小西克幸)、榊大地(内田夕夜)、水嶋悠人(水橋かおり)、八木沢雪広(伊藤健太郎)、火積司郎(森田成一)、水嶋新(岸尾だいすけ)、東金千秋(谷山紀章)、土岐蓬生(石川英郎)、冥加玲士（日野聡）、天宮静(宮野真守)、七海崇介(増田ゆき) | 「BLUE SKY BLUE＜12人全員Ver.＞」 |                                                                  |
| 3月24日  | 金色のコルダ3 〜熱き心の調べよ〜                                                   | 冥加玲士（日野聡） | 「絶望の挽歌(エレジー)」 |                                                                  |
| 3月24日  | 金色のコルダ3 〜熱き心の調べよ〜                                                   | 冥加玲士（日野聡）、天宮静(宮野真守)、七海崇介(増田ゆき) | 「BLUE SKY BLUE＜天音学園Ver.＞」 |                                                                  |
| 3月31日  | はなまる幼稚園 childhood memories                                                  | 土田先生（日野聡）、さつき(廣田詩夢) | 「黒ネコのジャズ」 |                                                                  |
| 3月31日  | はなまる幼稚園 childhood memories                                                  | 土田先生（日野聡） | 「僕の忘れもの」 |                                                                  |
| 3月31日  | はなまる幼稚園 childhood memories                                                  | 杏(真堂圭)、柊(高垣彩陽)、小梅(MAKO)、土田先生（日野聡）、山本先生(葉月絵理乃) | 「ぱんだねこ体操 -みんなで一緒 ver.-」 |                                                                  |
| 6月23日  | キディ・ガーランド キャラクターソング Vol.9 ガクトエル                             | ガクトエル（日野聡） | 「破滅の扉」 「RED ROSE」 |                                                                  |
| 7月30日  | Bloody Call キャラクターソング 〜司狼〜                                            | 司狼（日野聡） | 「I Believe」 |                                                                  |
| 9月15日  | 金色のコルダ3 〜旋律は深く甘美(あま)く〜                                           | 冥加玲士（日野聡） | 「疾風怒濤 -MEIN HERZ-」 |                                                                  |
| 11月24日 | Lucian Bee's -RESURRECTION SUPERNOVA- OP&EDテーマ                                  | ROMANXIA | 「愛言葉になるD.N.A」 「星屑(スターダスト)☆レボリューション」 |                                                                  |
| 11月24日 | おとめ妖怪 ざくろ エンディング・テーマ集 初戀幻燈機                                | 薄蛍(花澤香菜)、芳野葛利劔（日野聡） | 「二人静」 |                                                                  |
| 12月22日 | ラブ彼〜恋愛偏差値上昇中！〜 キャラクターソング＆ドラマCD 恋のはじまり編           | 秋山リオン（日野聡） | 「水の中のLove Song」 |                                                                  |
| 2011年   |                                                                                    | | |                                                                  |
| 1月26日  | ラブ彼〜恋愛偏差値上昇中！〜 キャラクターソング＆ドラマCD 永遠の誓い編             | 秋山リオン（日野聡） | 「祝恋歌」 |                                                                  |
| 8月31日  | 100万人の金色のコルダ 〜放課後のD.C.(ダ・カーポ)〜                                 | 衛藤桐也（日野聡） | 「Summer Impression」 |                                                                  |
| 9月21日  | まよチキ! キャラクターソングアルバム 『まよウタ!』                                 | 坂町近次郎（日野聡） | 「DON'T MIND!」 |                                                                  |
| 2012年   |                                                                                    | | |                                                                  |
| 4月25日  | クラ×ラバ ラストシングル マイスターシンガーズ                                      | マイスターシンガーズ | 「組曲 Crescendo of Love」 |                                                                  |
| 4月25日  | クラ×ラバ ラストシングル マイスターシンガーズ                                      | ショパン（日野聡） | 「別れの曲」 |                                                                  |
| 7月4日   | AMNESIA キャラクターCD シン＆トーマ                                                | トーマ（日野聡） | 「GUILTY SMILE」 |                                                                  |
| 11月28日 | サクラ大戦奏組 主題歌「 円舞曲、君に 」/「 プレリュード 前奏曲」                   | 帝國華撃団・奏組 | 「円舞曲、君に」 「プレリュード 前奏曲」 |                                                                  |
| 2013年   |                                                                                    | | |                                                                  |
| 2月27日  | 華アワセ ヴォーカルCD 「五光」                                                     | いろは(寺島拓篤)、蛟(福山潤)、姫空木(立花慎之介)、唐紅（日野聡）、うつつ(杉山紀彰) | 「華アワセ」 |                                                                  |
| 2月27日  | 華アワセ ヴォーカルCD 「五光」                                                     | 唐紅（日野聡） | 「心紅」 「華アワセ -唐紅ver.-」※アニメイト限定版 |                                                                  |
| 3月28日  | Photograph Journey 〜in Okinawa〜                                                  | 真志喜小次郎（日野聡） | 「君想フ唄」 |                                                                  |
| 4月24日  | サクラ大戦奏組 奏組歌音集                                                          | 帝國華撃団・奏組 | 「円舞曲、君に」 「プレリュード 前奏曲」 |                                                                  |
| 4月24日  | サクラ大戦奏組 奏組歌音集                                                          | G.O.バッハ（日野聡） | 「完璧なロンド」 |                                                                  |
| 6月26日  | AMNESIA CROWD キャラクターCD シン＆トーマ                                          | トーマ（日野聡） | 「After Season」 |                                                                  |
| 6月26日  | 八犬伝―東方八犬異聞― キャラクターソングアルバム Vol.1                              | 犬川荘介（日野聡） | 「Nothing Was Lost」 |                                                                  |
| 7月24日  | バクマン。 -キャラクターカバーソングアルバム〜ウタマン。                           | 高木秋人（日野聡） | 「魔訶不思議アドベンチャー!」 「燃えてヒーロー」 「炎のキン肉マン」 |                                                                  |
| 9月25日  | 金色のコルダ 10th Anniversary CD (3) 志水桂一＆衛藤桐也＆吉羅暁彦                  | 衛藤桐也（日野聡）、吉羅暁彦(内田夕夜) | 「URBAN METHOD」 |                                                                  |
| 9月25日  | 金色のコルダ 10th Anniversary CD (3) 志水桂一＆衛藤桐也＆吉羅暁彦                  | 衛藤桐也（日野聡） | 「URBAN METHOD -with 衛藤桐也-」 |                                                                  |
| 10月23日 | 八犬伝―東方八犬異聞― キャラクターソングアルバム Vol.2                              | 蒼（日野聡） | 「Everything I Want」 |                                                                  |
| 2014年   |                                                                                    | | |                                                                  |
| 2月21日  | 八犬伝―東方八犬異聞― イメージソングCD Vol.12 Blu-ray 第12巻 初回限定版特典CD       | 蒼（日野聡） | 「hide your fires」 |                                                                  |
| 2月26日  | 華アワセ 姫空木編 ヴォーカルCD 「望月」                                            | いろは(寺島拓篤)、蛟(福山潤)、姫空木(立花慎之介)、唐紅（日野聡）、うつつ(杉山紀彰) | 「月朧」 |                                                                  |
| 2月26日  | 華アワセ 姫空木編 ヴォーカルCD 「望月」                                            | 唐紅（日野聡） | 「孤独と情熱の先で...」 「月朧 -唐紅ver.-」 |                                                                  |
| 3月26日  | 戦国無双4 ヴォーカル＆ドラマ〜桜花爛漫                                             | 大谷吉継（日野聡） | 「流〜行雲流水を越えて〜」 |                                                                  |
| 3月26日  | Naughty!!!                                                                         | X.I.P. | 「CHEAT DANCER 伊達京也センターver.」 「E→motion 不破剣人センターver.」 「Power Move 神崎透センターver.」 | ゲーム『ときめきレストラン☆☆☆』関連曲                            |
| 4月30日  | サクラ大戦奏組 ヴォーカルCD「我ら奏でるこの音で/春よ来い春よ」                     | 帝國華撃団・奏組 | 「我ら奏でるこの音で」 |                                                                  |
| 5月21日  | 弱虫ペダル 第3クールエンディングテーマ「Glory Road」                               | チーム箱根学園 | 「Glory Road」 「It's easy!!」 |                                                                  |
| 6月18日  | 弱虫ペダル キャラクターソング Vol. 7／新開隼人、泉田塔一郎                         | 新開隼人（日野聡） | 「GO BEYOND THE LINE」 |                                                                  |
| 6月18日  | 弱虫ペダル キャラクターソング Vol. 7／新開隼人、泉田塔一郎                         | 新開隼人（日野聡）、泉田塔一郎(阿部敦) | 「Blowing」 |                                                                  |
| 7月2日   | AMNESIA World キャラクターCD シン＆トーマ                                          | トーマ（日野聡） | 「sincerity」 |                                                                  |
| 7月23日  | 金色のコルダ Blue♪Sky focus on 天音学園                                            | 冥加玲士（日野聡） | 「MYOGA Sings WINGS TO FLY」 「FEMME FATALE(ファム・ファタル)」 |                                                                  |
| 7月23日  | 金色のコルダ Blue♪Sky focus on 天音学園                                            | 冥加玲士（日野聡）、天宮静(宮野真守)、七海宗介(増田ゆき) | 「Andante 〜featuring 横浜天音学園」 |                                                                  |
| 7月30日  | THE PRINCE OF TENNIS II SHITENHOJI SUPER STARS                                     | 小石川健二郎（日野聡） | 「Age of Aquarius」 |                                                                  |
| 7月30日  | THE PRINCE OF TENNIS II SHITENHOJI SUPER STARS                                     | 四天宝寺オールスターズ | 「勝手に四天フェスタ」 |                                                                  |
| 10月22日 | 金色のコルダ Blue♪Sky DVD＆BD-BOX スペシャルCD                                     | Maestro♪Fields | 「WINGS TO FLY」 |                                                                  |
| 10月22日 | 金色のコルダ Blue♪Sky DVD＆BD-BOX スペシャルCD                                     | 冥加玲士（日野聡） | 「Andante〜featuring LEIJI」 |                                                                  |
| 11月26日 | 金色のコルダ3 バラエティCD〜AnotherSky feat. 天音学園                              | 冥加玲士（日野聡）、天宮静(宮野真守)、七海宗介(増田ゆき)、氷渡貴史(三浦祥朗)、如月響也(福山潤) | 「LILA LAVANDULA LILA」 |                                                                  |
| 11月26日 | 金色のコルダ3 バラエティCD〜AnotherSky feat. 天音学園                              | 冥加玲士（日野聡） | 「LILA LAVANDULA LILA(冥加玲士 Solo Ver.)」 |                                                                  |
| 2015年   |                                                                                    | | |                                                                  |
| 2月25日  | カレイドイヴ キャラクターイメージソングアルバム                                    | 葉山黎（日野聡） | 「Precious Ray」 |                                                                  |
| 2月25日  | 金色のコルダ3 バラエティCD〜AnotherSky feat. 函館天音学園                          | 冥加玲士（日野聡）、天宮静(宮野真守)、七海宗介(増田ゆき)、氷渡貴史(三浦祥朗)、如月響也(福山潤)、ソラ(KENN)、トーノ(前野智昭)、ニア(佐藤朱) | 「LILA LAVANDULA LILA(横浜／函館天音学園8人Ver.)」 |                                                                  |
| 3月18日  | 戦国無双4 永遠(とわ)の絆                                                           | 藤堂高虎(松風雅也)、大谷吉継（日野聡） | 「分水嶺」 |                                                                  |
| 3月25日  | ALTERNATIVE!                                                                       | X.I.P. | 「Burning with U 神崎透センターver.」 | ゲーム『ときめきレストラン☆☆☆』関連曲                            |
| 3月25日  | ALTERNATIVE!                                                                       | 不破剣人（日野聡） | 「Passion」 | ゲーム『ときめきレストラン☆☆☆』関連曲                            |
| 5月20日  | 戦国無双 キャラクターソング 其ノ四／大谷吉継                                       | 大谷吉継（日野聡） | 「六の巷に」 |                                                                  |
| 6月24日  | バラエティCD 金色のコルダ プロジェクトff(フォルテッシモ)2 志水・衛藤・翔麻         | 志水桂一(福山潤)、衛藤桐也（日野聡） | 「Melodic Heart(Short Size)」 |                                                                  |
| 7月15日  | 弱虫ペダル キャラクターソングアルバム                                              | 新開隼人（日野聡） | 「GO BEYOND THE LINE」 |                                                                  |
| 7月15日  | 弱虫ペダル キャラクターソングアルバム                                              | 新開隼人（日野聡）、泉田塔一郎(阿部敦) | 「Blowing」 |                                                                  |
| 8月19日  | 華アワセ 唐紅/うつつ編 ヴォーカルCD 「花嵐」                                       | いろは(寺島拓篤)、蛟(福山潤)、姫空木(立花慎之介)、唐紅（日野聡）、うつつ(杉山紀彰) | 「乱レ桜」 |                                                                  |
| 8月19日  | 華アワセ 唐紅/うつつ編 ヴォーカルCD 「花嵐」                                       | 唐紅（日野聡） | 「微笑みは絶望に咲く」 「乱レ桜 -唐紅ver.-」 |                                                                  |
| 9月16日  | ボーイフレンド(仮) キャラクターCDシリーズvol.7／周圭斗＆喜多川翔太＆桑門碧＆廣瀬櫂 | 桑門碧（日野聡） | 「雨と虹とオブジェ」 |                                                                  |
| 11月11日 | Go!プリンセスプリキュア ボーカルアルバム2 〜For My Dream〜                         | クローズ（真殿光昭）、シャット（日野聡）、ロック（甲斐田ゆき） | 「Perfect Black」 |                                                                  |
| 2016年   |                                                                                    | | |                                                                  |
| 1月27日  | 2×3！ 〜DUET CROSS THREE!〜                                                        | 音羽慎之介（岸尾だいすけ）、不破剣人（日野聡） | 「空色DREAM」 | ゲーム『ときめきレストラン☆☆☆』関連曲                            |
| 2月24日  | TRICK★STER                                                                         | X.I.P. | 「CHEAT DANCER 神崎透センターver.」 「E→motion 伊達京也センターver.」 「Power Move 不破剣人センターver.」 「GAME 神崎透センターver.」 「Deja-Vu 伊達京也センターver.」 「Sincere Love 伊達京也センターver.」 「Just do it! 不破剣人センターver.」 | ゲーム『ときめきレストラン☆☆☆』関連曲                            |
| 3月30日  | IN THE NIGHT                                                                       | 不破剣人（日野聡） | 「Polaris」 | ゲーム『ときめきレストラン☆☆☆』関連曲                            |
| 3月30日  | IN THE NIGHT                                                                       | X.I.P. | 「Higher ground」 | ゲーム『ときめきレストラン☆☆☆』関連曲                            |
| 12月21日 | 2×3！ 〜DUET CROSS THREE!〜 II                                                     | 霧島司（浪川大輔）、不破剣人（日野聡） | 「Good to be bad」 | ゲーム『ときめきレストラン☆☆☆』関連曲                            |
| 2017年   |                                                                                    | | |                                                                  |
| 2月22日  | PRINCE REP. SELECTION 〜X.I.P.〜                                                   | X.I.P. | 「CHEAT DANCER 不破剣人センターver.」 「E→motion 神崎透センターver.」 「Power Move 伊達京也センターver.」 「GAME 不破剣人センターver.」 | ゲーム『ときめきレストラン☆☆☆』関連曲                            |
| 3月29日  | Paint it DARK                                                                      | X.I.P. | 「Don't Stop The Party 不破剣人センターver.」 「&Goodbye 不破剣人センターver.」 | ゲーム『ときめきレストラン☆☆☆』関連曲                            |
| 3月29日  | Paint it DARK                                                                      | 不破剣人（日野聡） | 「ずっと…」 | ゲーム『ときめきレストラン☆☆☆』関連曲                            |
| 8月2日   | SPLASH SUMMER                                                                      | 3 Majesty×X.I.P. | 「Never Ever Ending」 | ゲーム『ときめきレストラン☆☆☆』関連曲                            |
| 8月2日   | SPLASH SUMMER                                                                      | X.I.P. | 「Up&Up 神崎透センターver.」 | ゲーム『ときめきレストラン☆☆☆』関連曲                            |
| 11月1日  | 2×3！ 〜DUET CROSS THREE!〜 III                                                    | 辻魁斗（柿原徹也）、不破剣人（日野聡） | 「Crazy in love」 | ゲーム『ときめきレストラン☆☆☆』関連曲                            |
| 2018年   |                                                                                    | | |                                                                  |
| 1月24日  | Black Mirage                                                                       | X.I.P. | 「Take it easy! 伊達京也センターver.」 | ゲーム『ときめきレストラン☆☆☆』関連曲                            |
| 1月24日  | Black Mirage                                                                       | 不破剣人（日野聡） | 「La Vita」 | ゲーム『ときめきレストラン☆☆☆』関連曲                            |
| 2月28日  | Keep on chasing                                                                    | X.I.P. | 「Just do it! 伊達京也センターver.」 「Race of Ace」 「Hot Summer Love 伊達京也センターver.」 「CHEAT DANCER -Remix ver.-」 | ゲーム『ときめきレストラン☆☆☆』関連曲                            |
| 3月23日  | 妹さえいればいい。 Blu-ray BOX 下巻特典CD                                          | 羽島伊月（小林裕介）、不破春斗（日野聡） | 「果てなき挑戦者たち」 | テレビアニメ『妹さえいればいい。』関連曲                         |
| 6月20日  | GOLDEN ENCORE!                                                                     | BRBRookies! | 「GOLDEN ENCORE!」 | ゲーム『A3!』関連曲                                              |
| 6月27日  | Let's make a miracle                                                               | 3 Majesty×X.I.P. | 「Let's make a miracle」 | 劇場アニメ『劇場版ときめきレストラン☆☆☆ MIRACLE6』メインテーマ   |
| 6月27日  | Let's make a miracle                                                               | X.I.P. | 「We are X.I.P.」 | ゲーム『ときめきレストラン☆☆☆』関連曲                            |
| 8月29日  | ゴクドルミュージック                                                               | ゴクドルズ漢組 | 「ゴクドルミュージック」 | テレビアニメ『Back Street Girls -ゴクドルズ-』オープニングテーマ |
| 8月29日  | ゴクドルミュージック                                                               | ゴクドルズ漢組 | 「星のかたち」 | テレビアニメ『Back Street Girls -ゴクドルズ-』エンディングテーマ |
| 9月26日  | かくりよの宿飯 キャラクターソング集 隠世の調 Vol.2                                 | 隠世の調（日野聡） | 「刹那の煌めき」 | テレビアニメ『かくりよの宿飯』エンディングテーマ                 |
| 9月26日  | PRINCE REP. COVERS COLLECTION                                                      | 不破剣人（日野聡） | 「HI･KA･RI」 | ゲーム『ときめきレストラン☆☆☆』関連曲                            |
| 9月26日  | PRINCE REP. COVERS COLLECTION 豪華版                                               | 不破剣人（日野聡）、音羽慎之介（岸尾だいすけ） | 「HI･KA･RI」 | ゲーム『ときめきレストラン☆☆☆』関連曲                            |
| 9月26日  | PRINCE REP. COVERS COLLECTION 豪華版                                               | 辻魁斗（柿原徹也）、不破剣人（日野聡） | 「Polaris」 | ゲーム『ときめきレストラン☆☆☆』関連曲                            |
| 11月7日  | A3! VIVID WINTER EP                                                                | 冬組 | 「Precious to us〜僕らの季節〜」 | ゲーム『A3!』関連曲                                              |
| 11月7日  | A3! VIVID WINTER EP                                                                | ファントム［ガイ（日野聡）］、クリス［月岡紬（田丸篤志）］ | 「UNMASK」 | ゲーム『A3!』関連曲                                              |
| 11月7日  | A3! VIVID WINTER EP                                                                | 宮本武蔵［高遠丞（佐藤拓也）］、佐々木小次郎［ガイ（日野聡）］ | 「獨行道」 | ゲーム『A3!』関連曲                                              |
| 11月7日  | A3! VIVID WINTER EP                                                                | ガイ（日野聡） | 「DEFRAGMENTATION」 | ゲーム『A3!』関連曲                                              |
| 12月26日 | Free!-Dive to the Future- キャラクターソングミニアルバム Vol.2 Close Up Memories   | 桐嶋夏也（野島健児）、芹沢尚（日野聡） | 「Yell for the Future」 | テレビアニメ『Free!-Dive to the Future-』関連曲                  |
| 2019年   |                                                                                    | | |                                                                  |
| 3月27日  | Sunlight                                                                           | X.I.P. | 「I wanna be your hero 不破剣人センターver.」 「My First Love 伊達京也センターver.」 | ゲーム『ときめきレストラン☆☆☆』関連曲                            |
| 5月29日  | 異世界かるてっと/異世界ガールズ♡トーク                                             | アインズ（日野聡）、カズマ（福島潤）、スバル（小林裕介）、ターニャ（悠木碧） | 「異世界かるてっと」 | テレビアニメ『異世界かるてっと』オープニングテーマ               |
| 5月29日  | ベルゼブブ嬢のお気に召すまま。 BD・DVD第6巻特典CD                                  | ミュリン（安田陸矢）、アザゼル（日野聡）、アスタロト（松岡禎丞） | 「ゆるっとふわっとエブリディ」 | テレビアニメ『ベルゼブブ嬢のお気に召すまま。』関連曲             |
| 7月24日  | A3! BRIGHT WINTER EP                                                               | 冬組 | 「Ever☆Blooming!」 | ゲーム『A3!』関連曲                                              |
| 9月25日  | A3! BLOOMING LIVE 2019 きゃにめ特典CD                                              | ガイ（日野聡） | 「GOLDEN ENCORE!」 | ゲーム『A3!』関連曲                                              |
| 9月25日  | ウルトラマンタイガ キャラクターソングCD                                            | ウルトラマンタイタス（日野聡） | 「WISE MAN’S PUNCH」 | 特撮ドラマ『ウルトラマンタイガ』挿入歌                           |
| 12月18日 | A3! MIX SEASONS LP                                                                 | 月白［シトロン（五十嵐雅）］、翡翠［ガイ（日野聡）］ | 「宵の三日月」 | ゲーム『A3!』関連曲                                              |
| 2020年   |                                                                                    | | |                                                                  |
| 2月5日   | 異世界ショータイム/ポンコツ！異世界シアター                                        | アインズ（日野聡）、カズマ（福島潤）、スバル（小林裕介）、ターニャ（悠木碧） | 「異世界ショータイム」 | テレビアニメ『異世界かるてっと2』オープニングテーマ              |
| 3月25日  | Soul Journey                                                                       | X.I.P. | 「Let's make a miracle starring X.I.P.」 「Hot Summer Love 神崎透センターver.」 「Let me love you 神崎透センターver.」 | ゲーム『ときめきレストラン☆☆☆』関連曲                            |
| 11月4日  | HELIOS Rising Heroes エンディングテーマ Vol.2                                      | ノースセクター | 「TIMELESS BEAT」 | ゲーム『エリオスライジングヒーローズ』エンディングテーマ         |
| 11月27日 | やはりこのキャラソンはまちがっている。完                                           | 玉縄（日野聡）、折本かおり（戸松遥） | 「ウィンウィンシナジー」 | テレビアニメ『やはり俺の青春ラブコメはまちがっている。完』関連曲 |
| 2021年   |                                                                                    | | |                                                                  |
| 2月10日  | 劇場版「美少女戦士セーラームーンEternal」 キャラクターソング集 Eternal Collection  | タイガーズ・アイ（日野聡）、ホークス・アイ（豊永利行）、フィッシュ・アイ（蒼井翔太） | 「ドリームズ・アイ」 | 劇場アニメ『劇場版 美少女戦士セーラームーンEternal』関連曲       |
| 3月24日  | A3! EVER LASTING LP                                                                | 尾張［雪白東（柿原徹也）］、津々木［ガイ（日野聡）］ | 「グラン・ステイの続きを」 | ゲーム『A3!』関連曲                                              |
| 3月26日  | CLOQUESTA                                                                          | 天馬七星（日野聡） | 「nana〜ぼくのうた〜」 | 『Clock over ORQUESTA』関連曲                                    |
| 7月21日  | スケートリーディング☆スターズ キャラクターソングミニアルバム①                      | 寺内正太郎（日野聡）、桐山樹（前野智昭） | 「Stacked One Wish」 | テレビアニメ『スケートリーディング☆スターズ』関連曲              |
| 10月13日 | Clock over ORQUESTA First season BATTLE Vol.04 天馬七星                            | 天馬七星（日野聡、井上麻里奈） | 「宙の塔」 | 『Clock over ORQUESTA』関連曲                                    |

### その他参加作品
| 発売日         | 商品名                                                                        | 歌 | 楽曲 | 備考                                       |
| -------------- | ----------------------------------------------------------------------------- | --- | --- | ------------------------------------------ |
| 2010年4月14日  | 新・百歌声爛 男性声優編                                                       | 日野聡 | 「JOINT」〜 「ホタルノヒカリ」〜 「I SAY YES」〜 「Men of Destiny」〜 「愛よ消えないで」〜 「正調おそ松節」〜 「怒りの獣神」〜 「茜色が燃えるとき」〜 「サムライハート」〜 「BLUE DREAM 〜夢旅人〜」 |                                            |
| 2013年8月28日  | 八犬伝―東方八犬異聞― イメージソングCD Vol.6 Blu-ray 第6巻 初回限定版特典CD    | 柿原徹也、日野聡                                                                                                   | 「純潔」 | テレビアニメ『八犬伝―東方八犬異聞―』関連曲 |
| 2018年9月19日  | Disney 声の王子様 Voice Stars Dream Selection                                 | 日野聡 | 「ひとりぼっちの晩餐会」 |                                            |
| 2018年9月19日  | Disney 声の王子様 Voice Stars Dream Selection                                 | 石川界人、上村祐翔、江口拓也、小野賢章、佐藤拓也、武内駿輔、畠中祐、羽多野渉、花江夏樹、日野聡、前野智昭、山下大輝 | 「ミッキーマウス・マーチ」 |                                            |
| 2018年9月19日  | Disney 声の王子様 Voice Stars Dream Selection アニミュゥモ特典CD              | 日野聡 | 「ミッキーマウス・マーチ」 |                                            |
| 2019年11月22日 | Disney 声の王子様 Voice Stars Dream Live 2019 特典CD                          | 佐藤拓也、武内駿輔、日野聡、前野智昭                                                                               | 「ゼロ・トゥ・ヒーロー」 |                                            |
| 2019年11月22日 | Disney 声の王子様 Voice Stars Dream Live 2019 特典CD                          | 石川界人、上村祐翔、江口拓也、小野賢章、佐藤拓也、武内駿輔、畠中祐、羽多野渉、花江夏樹、日野聡、前野智昭、山下大輝 | 「星に願いを」 |                                            |
| 2019年11月22日 | Disney 声の王子様 Voice Stars Dream Live 2019 アニミュゥモ特典CD              | 日野聡 | 「星に願いを」 |                                            |
| 2022年7月27日  | [Re:collection] HIT SONG cover series feat.voice actors 〜00's-10's EDITION〜 | 日野聡 | 「花」 |                                            |

### シリーズ一覧
1. ↑  第1期（2003年）、第2期『Dragon Destiny』（2007年）、第3期『Great Guardians』（2008年）、第4期『XTREME XECUTOR』（2010年）
2. ↑  第1期（2005年 - 2006年）、第2期『II(Second)』（2007年 - 2008年）、第3期『III-FINAL-』（2011年 - 2012年）
3. ↑  第1期『1st』（2005年）、第2期『2nd』（2006年）
4. ↑  第1期（2006年）、第2期『〜双月の騎士〜』（2007年）、第3期『〜三美姫の輪舞〜』（2008年）、第4期『F』（2012年）
5. ↑  第1期（2007年）、第2期『〜夏の大会編〜』（2010年）
6. ↑  第1作（2007年 - 2008年）、第2作『ハヤテのごとく!!』（2009年）、第3作『ハヤテのごとく！ CAN'T TAKE MY EYES OFF YOU』（2012年）、第4作『ハヤテのごとく！ Cuties』（2013年）
7. ↑  第1期（2007年）、第2期『リターンズ』（2012年）
8. ↑  第1期（2008年）、第2期『2』（2010年）、第3期『ROAD to BERLIN』（2020年）
9. ↑  第2期『巴里編』（2008年）、第3期『フィナーレ』（2010年）
10. ↑  第1期（2009年 - 2010年）、第2期『銀魂’』（2011年 - 2012年）、第3期『銀魂ﾟ』(2015年 - 2016年）、第4期『銀魂.』（2017年 - 2018年）
11. ↑  第1シーズン（2009年 - 2010年）、第2シーズン『爆』（2010年 - 2011年）、第3シーズン『4D』[32]（2011年 - 2012年）
12. ↑  第1期（2010年 - 2011年）、第2期（2011年 - 2012年）、第3期（2012年 - 2013年）
13. ↑  第2期『II』（2011年）、第3期『III』（2018年 - 2019年）
14. ↑  第2期『WORKING'!!』（2011年）、第3期『WORKING!!!』（2015年）
15. ↑  第1期（2012年）、第2期『PLUS』（2012年）
16. ↑  第1期（2013年）、第2期（2013年）
17. ↑  第1期（2013年 - 2014年）、第2期『GRANDE ROAD』（2014年 - 2015年）、第3期『NEW GENERATION』（2017年）、第4期『GLORY LINE』（2018年）、第5期『LIMIT BREAK』（2022年 - 2023年）
18. ↑  第1シリーズ（2013年 - 2014年）、第2シリーズ（2014年 - 2015年）、第3シリーズ『円卓崩壊』（2021年）
19. ↑  第1期（2014年）、第2期『セカンドシーズン』（2015年 - 2016年）、第3期『烏野高校 VS 白鳥沢学園高校』（2016年）、第4期『TO THE TOP』第1クール（2020年）、第4期『TO THE TOP』第2クール（2020年）
20. ↑  第1期（2014年 - 2015年）、第2期『100』（2015年 - 2016年）、第3期『DDD』（2016年 - 2017年）、第4期『X』（2017年 - 2018年）
21. ↑  第1期（2015年）、第2期『II』（2018年）、第3期『III』（2018年）、第4期『IV』（2022年）
22. ↑  第2期『続』（2015年）、第3期『完』（2020年）
23. ↑  第1期（2015年）、第2期（2019年）
24. ↑  第1期（2016年）、第2期（2018年）、完結編（2018年）
25. ↑  第1期（2017年）、第2期『2nd Season』（2022年）、第3期『3rd Season』（2024年）
26. ↑  SEASON1（2017年 - 2018年）、SEASON2（2023年）
27. ↑  第1期（2019年）、第2期『∬』（2021年）
28. ↑  第1期（2019年）、第2期『2』（2020年）
29. ↑  第1期（2019年）、第2期『弐ノ章』（2020年）、第3期『参ノ章』第1クール（2025年）
30. ↑  『竈門炭治郎 立志編』（2019年）、『無限列車編』[102]、『遊郭編』（2021年 - 2022年）、『刀鍛冶の里編』（2023年）
31. ↑  第1期（2019年）、第2期（2020年）、第3期（2022年）
32. ↑  第1作（2020年 - 2021年）、第2作『F』（2024年）
33. ↑  第1クール（2020年）、第2クール（2021年）
34. ↑  第2期第1部（2021年）、第2期第2部（2021年）、第3期（2024年）
35. ↑  第1期（2021年）、第2期『懐玉・玉折/渋谷事変』（2023年）
36. ↑  第1期（2021年）、第2期（2022年）
37. ↑  第1期『-#000000-』（2021年）、第2期『-#FFFFFF-』（2022年）
38. ↑  第1クール「安芸旅立ち編」（2022年）、第2クール「淡路島激闘編」（2022年）
39. ↑  第1期『序幕東京』（2023年）、第2期『京都動乱』（2024年）
40. ↑  第2クール『-訣別譚-』（2023年）、第3クール『-相剋譚-』（2024年）
41. ↑  第1シーズン（2024年）、第2シーズン（2025年）
42. ↑  Season1（2022年 - 2023年）、Season2（2023年）
43. ↑  『ドラゴンボールヒーローズ』（2012年）、『ドラゴンボールヒーローズ アルティメットミッション』シリーズ（2013年 - 2017年、無印、2、X）、『スーパードラゴンボールヒーローズ』（2016年）
44. ↑  第2作『大いなる陰謀』（2020年）、第3作『運命の衝突』（2021年 - 2022年）

### 初出話一覧
1. ↑  第3期 第1話初出
2. ↑  第1期 第7話初出
3. ↑  第1090話初出
4. 1 2 3 4 5 6 7  第1話初出
5. 1 2 3  第4話初出
6. ↑  第8話初出
7. 1 2  第2話初出
8. ↑  第21話初出
9. ↑  第12話初出
10. ↑  第25話初出
11. ↑  第7話初出
12. ↑  第16話初出
13. ↑  第6話初出
14. ↑  第18話初出

### ユニットメンバー
1. 1 2  鈴木達央、寺島拓篤、宮野真守、梶裕貴、TAKERU、日野聡
2. ↑  バッハ（森川智之）、ベートーベン（福山潤）、モーツァルト（立花慎之介）、ショパン（日野聡）
3. 1 2 3  ヒューゴ・ジュリアード（細谷佳正）、G.O.バッハ（日野聡）、桐朋源二（松岡禎丞）、桐朋源三郎（梶裕貴）、フランシスコ・ルイス・アストルガ（立花慎之介）
4. 1 2 3 4 5 6 7 8 9 10 11 12 13 14  不破剣人（日野聡）、伊達京也（鳥海浩輔）、神埼透（江口拓也）
5. ↑  福富寿一（前野智昭）、真波山岳（代永翼）、東堂尽八（柿原徹也）、新開隼人（日野聡）、荒北靖友（吉野裕行）、泉田塔一郎（阿部敦）
6. ↑  白石蔵ノ介（細谷佳正）、千歳千里（大須賀純）、金色小春（内藤玲）、一氏ユウジ（熊渕卓）、忍足謙也（福山潤）、石田銀（高塚正也）、財前光（荒木宏文）、小石川健二郎（日野聡）、遠山金太郎（杉本ゆう）
7. ↑  如月響也（福山潤）、如月律（小西克幸）、八木沢雪広（伊藤健太郎）、東金千秋（谷山紀章）、冥加玲士（日野聡）
8. 1 2  音羽慎之介（岸尾だいすけ）、辻魁斗（柿原徹也）、霧島司（浪川大輔）
9. ↑  卯木千景（羽多野渉）、兵頭九門（畠中祐）、泉田莇（小西成弥）、ガイ（日野聡）
10. ↑  山本健太郎（小野大輔）、立花リョウ（日野聡）、杉原和彦（興津和幸）
11. 1 2  月岡紬（田丸篤志）、高遠丞（佐藤拓也）、御影密（寺島惇太）、有栖川誉（豊永利行）、雪白東（柿原徹也）、ガイ（日野聡）
12. ↑  如月レン（石谷春貴）、ガスト・アドラー（日野聡）、ヴィクター・ヴァレンタイン（諏訪部順一）、マリオン・ブライス（小野賢章）